# Temporada da WTA de 2018
A temporada da WTA de 2018 foi o circuito feminino das tenistas profissionais de elite para o ano em questão. A Associação de Tênis Feminino (WTA) organiza a maioria dos eventos – os WTA Premier Mandatory, WTA Premier 5, WTA Premier, WTA International e os de fim de temporada e os de fim de temporada (WTA Finals e WTA Elite Trophy), enquanto que a Federação Internacional de Tênis (ITF) tem os torneios do Grand Slam, a Fed Cup e a Copa Hopman.

## Transmissão
Esta é a lista de países e canais designados a transmitir os torneios organizados pela WTA durante a temporada em questão:
Países lusófonos

| País(es) | Canal(is)    |
| -------- | ------------ |
| Brasil   | Sony Channel |

Resto do mundo
| País(es)                                                                              | Canal(is)               |
| Países avulsos                                                                        |                         |
| ------------------------------------------------------------------------------------- | ----------------------- |
| internet (mundialmente)                                                               | WTA TV                  |
| Américas                                                                              |                         |
| Canadá                                                                                | TVA Sports [en]         |
| Estados Unidos                                                                        | beIN Sports             |
| Ásia                                                                                  |                         |
| China                                                                                 | iQIYI                   |
| Coreia do Sul                                                                         | SPOTV [en] (Eclat)      |
| Hong Kong                                                                             | Now TV [en] (PCCW)      |
| Índia                                                                                 | VEQTA                   |
| Japão                                                                                 | DAZN                    |
| Singapura                                                                             | StarHub                 |
| Tailândia                                                                             | TrueVisions [en]        |
| Taiwan                                                                                | Sportcast               |
| Turquia                                                                               | beIN Sports             |
| Vietname                                                                              | VietContent             |
| Europa                                                                                |                         |
| Bélgica · França                                                                      | beIN Sports             |
| Bielorrússia                                                                          | Belarus TV              |
| Bulgária                                                                              | Bulsatcom               |
| Chéquia                                                                               | O2 [en]                 |
| Dinamarca                                                                             | TV 2                    |
| Eslováquia                                                                            | Digi Sport              |
| Espanha                                                                               | Teledeporte (TVE)       |
| Estónia                                                                               | Delfi TV [lt]           |
| Grécia                                                                                | Cosmote TV [en]         |
| Hungria                                                                               | Digi Sport Hungria [en] |
| Letónia                                                                               | Best4Sport TV           |
| Países Baixos                                                                         | Fox Sports              |
| Polónia                                                                               | TVP                     |
| Roménia                                                                               | Digi Sport Romênia [en] |
| Rússia                                                                                | Match TV [en]           |
| Oceania                                                                               |                         |
| Austrália                                                                             | beIN Sports             |
| Regiões                                                                               |                         |
| África subsariana                                                                     | Kwesé Sports [en]       |
| América Latina                                                                        | Sony Channel            |
| Caribe                                                                                | SportsMax [es]          |
| Norte da África Oriente Médio                                                         | beIN Sports             |
| Agrupamentos                                                                          |                         |
| Ásia                                                                                  |                         |
| Brunei · Malásia                                                                      | Astro [en]              |
| Europa                                                                                |                         |
| Alemanha · Áustria · Suíça                                                            | DAZN                    |
| Bósnia e Herzegovina · Croácia · Eslovénia · Kosovo · Macedónia · Montenegro · Sérvia | Sport Klub [en]         |
| Irlanda · Reino Unido                                                                 | BT Sport [en]           |
| Itália · San Marino · Vaticano                                                        | SuperTennis             |

## Calendário

### Países
| Torneios | País(es) | País(es) |
| -------- | --- | --- |
| 8        | Estados Unidos                                                                                               | Estados Unidos                                                                                               |
| 7        | China | China |
| 5        | Austrália | Austrália |
| 4        | Reino Unido                                                                                                  | Reino Unido                                                                                                  |
| 3        | Rússia | Rússia |
| 2        | Alemanha · Canadá · Espanha · França                                                                         | Japão · México · Suíça                                                                                       |
| 1        | Áustria · Catar · Chéquia · Colômbia · Coreia do Sul · Emirados Árabes Unidos · Hong Kong · Hungria · Itália | Luxemburgo · Marrocos · Nova Zelândia · Países Baixos · Roménia · Singapura · Taiwan · Turquia · Uzbequistão |

### Mudanças
- Torneio(s):
  - Debutantes: Hiroshima, Lugano, Moscou International e San José;
  - Extintos: Båstad, Bienna, Kuala Lumpur, Stanford e Tóquio International.

- Movimentações de rotina:
  - Cidade: Toronto para Montreal (troca anual entre ATP e WTA);
  - Categoria: Doha (WTA Premier para WTA Premier 5) e Dubai (WTA Premier 5 para WTA Premier).

### Mês a mês

#### Legenda
Abaixo estão exemplos, com explicações usando o elemento dica de contexto. Basta passar o cursor sobre cada linha pontilhada para lê-las.
| Semana de                   | Torneio                                                                                        | Campeã(s)(o/ões)            | Vice-campeã(s)(o/ões)     | Resultado            |
| --------------------------- | ---------------------------------------------------------------------------------------------- | --------------------------- | ------------------------- | -------------------- |
| 16 de janeiro 23 de janeiro | Australian Open · Melbourne, Austrália · Grand Slam · A$ 12.176.550 – duro – 128S•96Q•64D•32DM | jogador(a) 1                | jogador(a) 2              | 7–61, 4–6, 7–6(10–6) |
| 16 de janeiro 23 de janeiro | Australian Open · Melbourne, Austrália · Grand Slam · A$ 12.176.550 – duro – 128S•96Q•64D•32DM | jogador(a) 3 · jogador(a) 4 | jogador(a) 5 jogador(a) 6 | 4–6, 6–4, [11–9]     |
| 16 de janeiro 23 de janeiro | Australian Open · Melbourne, Austrália · Grand Slam · A$ 12.176.550 – duro – 128S•96Q•64D•32DM | jogadora 7 jogador 8        | jogadora 9 jogador 10     | 6–2, 4–6, [10–3]     |

| Casos excepcionais | Premiação               | Grand Slam | Grand Slam | Grand Slam |
| Casos excepcionais | Premiação               | Variável   |            |            |
| Casos excepcionais | Número de participantes | QD         | E          |            |
| Casos excepcionais | Ordenação dos torneios  |            |            |            |

| Ícones | Clicável      |                                        |                                           |
| Ícones | Clicável      | edição do torneio                      |                                           |
| Ícones | Não-clicáveis |                                        | primeiro título conquistado na modalidade |
| Ícones | Não-clicáveis | o(a) jogador(a)/país defendeu o título |                                           |

#### Janeiro
| Semana de                   | Torneio | Campeã(s)(o/ões)                       | Vice-campeã(s)(o/ões)                          | Resultado        |
| --------------------------- | --- | -------------------------------------- | ---------------------------------------------- | ---------------- |
| 1º de janeiro               | Brisbane International Brisbane, Austrália WTA Premier US$ 1.000.000 – duro – 30S•32Q•16D                   | Elina Svitolina                        | Aliaksandra Sasnovich                          | 6–2, 6–1         |
| 1º de janeiro               | Brisbane International Brisbane, Austrália WTA Premier US$ 1.000.000 – duro – 30S•32Q•16D                   | Kiki Bertens Demi Schuurs              | Andreja Klepač María José Martínez Sánchez     | 7–5, 6–2         |
| 1º de janeiro               | ASB Classic Auckland, Nova Zelândia WTA International US$ 250.000 – duro – 32S•32Q•16D                      | Julia Görges                           | Caroline Wozniacki                             | 6–4, 7–64        |
| 1º de janeiro               | ASB Classic Auckland, Nova Zelândia WTA International US$ 250.000 – duro – 32S•32Q•16D                      | Sara Errani · Bibiane Schoofs          | Eri Hozumi Miyu Kato                           | 7–5, 6–1         |
| 1º de janeiro               | Shenzhen Open Shenzhen, China WTA International US$ 750.000 – duro – 32S•16Q•16D                            | Simona Halep                           | Kateřina Siniaková                             | 6–1, 2–6, 6–0    |
| 1º de janeiro               | Shenzhen Open Shenzhen, China WTA International US$ 750.000 – duro – 32S•16Q•16D                            | Irina-Camelia Begu · Simona Halep      | Barbora Krejčíková Kateřina Siniaková          | 1–6, 6–1, [10–8] |
| 1º de janeiro               | Mastercard Hopman Cup Perth, Austrália Competição de curta duração entre países – mista duro (coberto) – 8E | Suíça · Belinda Bencic · Roger Federer | Alemanha · Angelique Kerber · Alexander Zverev | 2–1              |
| 8 de janeiro                | Sydney International Sydney, Austrália WTA Premier US$ 799.000 – duro – 30S•32Q•16D                         | Angelique Kerber                       | Ashleigh Barty                                 | 6–4, 6–4         |
| 8 de janeiro                | Sydney International Sydney, Austrália WTA Premier US$ 799.000 – duro – 30S•32Q•16D                         | Gabriela Dabrowski Xu Yifan            | Latisha Chan Andrea Sestini Hlaváčková         | 6–3, 6–1         |
| 8 de janeiro                | Hobart International Hobart, Austrália WTA International US$ 250.000 – duro – 32S•24Q•16D                   | Elise Mertens                          | Mihaela Buzărnescu                             | 6–1, 4–6, 6–3    |
| 8 de janeiro                | Hobart International Hobart, Austrália WTA International US$ 250.000 – duro – 32S•24Q•16D                   | Elise Mertens Demi Schuurs             | Lyudmyla Kichenok Makoto Ninomiya              | 6–2, 6–2         |
| 15 de janeiro 22 de janeiro | Australian Open Melbourne, Austrália Grand Slam A$ 25.036.000 – duro – 128S•96Q•64D•32DM                    | Caroline Wozniacki                     | Simona Halep                                   | 7–62, 3–6, 6–4   |
| 15 de janeiro 22 de janeiro | Australian Open Melbourne, Austrália Grand Slam A$ 25.036.000 – duro – 128S•96Q•64D•32DM                    | Tímea Babos Kristina Mladenovic        | Ekaterina Makarova Elena Vesnina               | 6–4, 6–3         |
| 15 de janeiro 22 de janeiro | Australian Open Melbourne, Austrália Grand Slam A$ 25.036.000 – duro – 128S•96Q•64D•32DM                    | Gabriela Dabrowski Mate Pavić          | Tímea Babos Rohan Bopanna                      | 2–6, 6–4, [11–9] |
| 29 de janeiro               | St. Petersburg Ladies Trophy São Petersburgo, Rússia WTA Premier US$ 799.000 – duro (coberto) – 28S•32Q•16D | Petra Kvitová                          | Kristina Mladenovic                            | 6–1, 6–2         |
| 29 de janeiro               | St. Petersburg Ladies Trophy São Petersburgo, Rússia WTA Premier US$ 799.000 – duro (coberto) – 28S•32Q•16D | Timea Bacsinszky Vera Zvonareva        | Alla Kudryavtseva Katarina Srebotnik           | 2–6, 6–1, [10–3] |
| 29 de janeiro               | Taiwan Open Taipé, Taiwan WTA International US$ 250.000 – duro (coberto) – 32S•24Q•16D                      | Tímea Babos                            | Kateryna Kozlova                               | 7–5, 6–1         |
| 29 de janeiro               | Taiwan Open Taipé, Taiwan WTA International US$ 250.000 – duro (coberto) – 32S•24Q•16D                      | Duan Yingying Wang Yafan               | Nao Hibino Oksana Kalashnikova                 | 7–64, 7–65       |

#### Fevereiro
| Semana de       | Torneio | Campeã(s)                                      | Vice-campeã(s)                                   | Resultado        |
| --------------- | --- | ---------------------------------------------- | ------------------------------------------------ | ---------------- |
| 5 de fevereiro  | Fed Cup: primeira fase Minsk, Bielorrússia – duro (coberto) Praga, Tchéquia – duro (coberto) Mouilleron-le-Captif, França – duro (coberto) Asheville, Estados Unidos – duro (coberto) Competição de longa duração entre países US$ 3.700.000 – 8E | · Alemanha · Chéquia · França · Estados Unidos | · Bielorrússia · Suíça · Bélgica · Países Baixos | 3–2 3–1 3–2 3–1  |
| 12 de fevereiro | Qatar Total Open Doha, Catar WTA Premier 5 US$ 3.173.000 – duro – 56S•32Q•28D | Petra Kvitová                                  | Garbiñe Muguruza                                 | 3–6, 6–3, 6–4    |
| 12 de fevereiro | Qatar Total Open Doha, Catar WTA Premier 5 US$ 3.173.000 – duro – 56S•32Q•28D | Gabriela Dabrowski Jeļena Ostapenko            | Andreja Klepač María José Martínez Sánchez       | 6–3, 6–3         |
| 19 de fevereiro | Dubai Duty Free Tennis Championships Dubai, Emirados Árabes Unidos WTA Premier US$ 2.623.485 – duro – 28S•32Q•16D | Elina Svitolina                                | Daria Kasatkina                                  | 6–4, 6–0         |
| 19 de fevereiro | Dubai Duty Free Tennis Championships Dubai, Emirados Árabes Unidos WTA Premier US$ 2.623.485 – duro – 28S•32Q•16D | Chan Hao-ching Yang Zhaoxuan                   | Hsieh Su-wei Peng Shuai                          | 4–6, 6–2, [10–6] |
| 19 de fevereiro | Hungarian Ladies Open Budapeste, Hungria WTA International US$ 250.000 – duro (coberto) – 32S•24Q•16D | Alison Van Uytvanck                            | Dominika Cibulková                               | 6–3, 3–6, 7–5    |
| 19 de fevereiro | Hungarian Ladies Open Budapeste, Hungria WTA International US$ 250.000 – duro (coberto) – 32S•24Q•16D | Georgina García Pérez · Fanny Stollár          | Kirsten Flipkens Johanna Larsson                 | 4–6, 6–4, [10–3] |
| 26 de fevereiro | Abierto Mexicano Telcel Acapulco, México WTA International US$ 250.000 – duro – 32S•24Q•16D | Lesia Tsurenko                                 | Stefanie Voegele                                 | 5–7, 7–62, 6–2   |
| 26 de fevereiro | Abierto Mexicano Telcel Acapulco, México WTA International US$ 250.000 – duro – 32S•24Q•16D | Tatjana Maria Heather Watson                   | Kaitlyn Christian Sabrina Santamaria             | 7–5, 2–6, [10–2] |

#### Março
| Semana de               | Torneio                                                                                                | Campeã(s)                      | Vice-campeã(s)                        | Resultado |
| ----------------------- | --- | ------------------------------ | ------------------------------------- | --------- |
| 5 de março 12 de março  | BNP Paribas Open Indian Wells, Estados Unidos WTA Premier Mandatory US$ 7.972.535 – duro – 96S•48Q•32D | Naomi Osaka                    | Daria Kasatkina                       | 6–3, 6–2  |
| 5 de março 12 de março  | BNP Paribas Open Indian Wells, Estados Unidos WTA Premier Mandatory US$ 7.972.535 – duro – 96S•48Q•32D | Hsieh Su-wei Barbora Strýcová  | Ekaterina Makarova Elena Vesnina      | 6–4, 6–4  |
| 19 de março 26 de março | Miami Open Miami, Estados Unidos WTA Premier Mandatory US$ 7.972.535 – duro – 96S•48Q•32D              | Sloane Stephens                | Jeļena Ostapenko                      | 7–65, 6–1 |
| 19 de março 26 de março | Miami Open Miami, Estados Unidos WTA Premier Mandatory US$ 7.972.535 – duro – 96S•48Q•32D              | Ashleigh Barty Coco Vandeweghe | Barbora Krejčíková Kateřina Siniaková | 6–2, 6–1  |

#### Abril
| Semana de   | Torneio | Campeã(s)                            | Vice-campeã(s)                             | Resultado         |
| ----------- | --- | ------------------------------------ | ------------------------------------------ | ----------------- |
| 2 de abril  | Volvo Car Open Charleston, Estados Unidos WTA Premier US$ 800.000 – saibro (verde) – 56S•32Q•16D                                                                  | Kiki Bertens                         | Julia Görges                               | 6–2, 6–1          |
| 2 de abril  | Volvo Car Open Charleston, Estados Unidos WTA Premier US$ 800.000 – saibro (verde) – 56S•32Q•16D                                                                  | Alla Kudryavtseva Katarina Srebotnik | Andreja Klepač María José Martínez Sánchez | 6–3, 6–3          |
| 2 de abril  | Abierto GNP Seguros Monterrey, México WTA International US$ 250.000 – duro – 32S•32Q•16D                                                                          | Garbiñe Muguruza                     | Tímea Babos                                | 3–6, 6–4, 6–3     |
| 2 de abril  | Abierto GNP Seguros Monterrey, México WTA International US$ 250.000 – duro – 32S•32Q•16D                                                                          | Naomi Broady · Sara Sorribes Tormo   | Desirae Krawczyk Giuliana Olmos            | 3–6, 6–4, [10–8]  |
| 9 de abril  | Claro Open Colsanitas Bogotá, Colômbia WTA International US$ 250.000 – saibro – 32S•24Q•16D                                                                       | Anna Karolína Schmiedlová            | Lara Arruabarrena                          | 6–2, 6–4          |
| 9 de abril  | Claro Open Colsanitas Bogotá, Colômbia WTA International US$ 250.000 – saibro – 32S•24Q•16D                                                                       | Dalila Jakupović · Irina Khromacheva | Mariana Duque Mariño Nadia Podoroska       | 6–3, 6–4          |
| 9 de abril  | Samsung Open Lugano, Suíça WTA International US$ 250.000 – saibro – 32S•24Q•16D                                                                                   | Elise Mertens                        | Aryna Sabalenka                            | 7–5, 6–2          |
| 9 de abril  | Samsung Open Lugano, Suíça WTA International US$ 250.000 – saibro – 32S•24Q•16D                                                                                   | Kirsten Flipkens Elise Mertens       | Vera Lapko Aryna Sabalenka                 | 6–1, 6–3          |
| 16 de abril | Fed Cup: semifinais Stuttgart, Alemanha – saibro (coberto) Aix-en-Provence, França – saibro (coberto) Competição de longa duração entre países US$ 3.700.000 – 8E | · Chéquia · Estados Unidos           | · Alemanha · França                        | 4–1 3–2           |
| 23 de abril | Porsche Tennis Grand Prix Stuttgart, Alemanha WTA Premier US$ 816.000 – saibro (coberto) – 28S•32Q•16D                                                            | Karolína Plíšková                    | Coco Vandeweghe                            | 7–62, 6–4         |
| 23 de abril | Porsche Tennis Grand Prix Stuttgart, Alemanha WTA Premier US$ 816.000 – saibro (coberto) – 28S•32Q•16D                                                            | Raquel Atawo · Anna-Lena Grönefeld   | Nicole Melichar Květa Peschke              | 6–4, 56–7, [10–5] |
| 23 de abril | TEB BNP Paribas Istanbul Cup Istambul, Turquia WTA International US$ 250.000 – saibro – 32S•24Q•16D                                                               | Pauline Parmentier                   | Polona Hercog                              | 6–4, 3–6, 6–3     |
| 23 de abril | TEB BNP Paribas Istanbul Cup Istambul, Turquia WTA International US$ 250.000 – saibro – 32S•24Q•16D                                                               | Liang Chen Zhang Shuai               | Xenia Knoll Anna Smith                     | 6–4, 6–4          |
| 30 de abril | J&T Banka Prague Open Praga, Tchéquia WTA International US$ 250.000 – saibro – 32S•32Q•16D                                                                        | Petra Kvitová                        | Mihaela Buzărnescu                         | 4–6, 6–2, 6–3     |
| 30 de abril | J&T Banka Prague Open Praga, Tchéquia WTA International US$ 250.000 – saibro – 32S•32Q•16D                                                                        | Nicole Melichar · Květa Peschke      | Mihaela Buzărnescu Lidziya Marozava        | 6–4, 6–2          |
| 30 de abril | Grand Prix de SAR La Princesse Lalla Meryem Rabat, Marrocos WTA International US$ 250.000 – saibro – 32S•32Q•16D                                                  | Elise Mertens                        | Ajla Tomljanović                           | 6–2, 7–64         |
| 30 de abril | Grand Prix de SAR La Princesse Lalla Meryem Rabat, Marrocos WTA International US$ 250.000 – saibro – 32S•32Q•16D                                                  | Anna Blinkova · Raluca Olaru         | Georgina García Pérez Fanny Stollár        | 6–4, 6–4          |

#### Maio
| Semana de             | Torneio                                                                                               | Campeã(s)(o/ões)                      | Vice-campeã(s)(o/ões)                      | Resultado         |
| --------------------- | --- | ------------------------------------- | ------------------------------------------ | ----------------- |
| 7 de maio             | Mutua Madrid Open Madri, Espanha WTA Premier Mandatory € 6.685.828 – saibro – 64S•32Q•28D             | Petra Kvitová                         | Kiki Bertens                               | 7–66, 4–6, 6–3    |
| 7 de maio             | Mutua Madrid Open Madri, Espanha WTA Premier Mandatory € 6.685.828 – saibro – 64S•32Q•28D             | Ekaterina Makarova Elena Vesnina      | Tímea Babos Kristina Mladenovic            | 2–6, 6–4, [10–8]  |
| 14 de maio            | Internazionali BNL d'Italia Roma, Itália WTA Premier 5 € 2.703.000 – saibro – 56S•32Q•28D             | Elina Svitolina                       | Simona Halep                               | 6–0, 6–4          |
| 14 de maio            | Internazionali BNL d'Italia Roma, Itália WTA Premier 5 € 2.703.000 – saibro – 56S•32Q•28D             | Ashleigh Barty Demi Schuurs           | Andrea Sestini Hlaváčková Barbora Strýcová | 6–3, 6–4          |
| 21 de maio            | Internationaux de Strasbourg Estrasburgo, França WTA International US$ 250.000 – saibro – 32S•24Q•16D | Anastasia Pavlyuchenkova              | Dominika Cibulková                         | 56–7, 7–63, 7–66  |
| 21 de maio            | Internationaux de Strasbourg Estrasburgo, França WTA International US$ 250.000 – saibro – 32S•24Q•16D | Mihaela Buzărnescu · Raluca Olaru     | Nadiia Kichenok Anastasia Rodionova        | 7–5, 7–5          |
| 21 de maio            | Nürnberger Versicherungscup Nuremberg, Alemanha WTA International US$ 250.000 – saibro – 32S•24Q•16D  | Johanna Larsson                       | Alison Riske                               | 7–64, 6–4         |
| 21 de maio            | Nürnberger Versicherungscup Nuremberg, Alemanha WTA International US$ 250.000 – saibro – 32S•24Q•16D  | Demi Schuurs Katarina Srebotnik       | Kirsten Flipkens Johanna Larsson           | 3–6, 6–3, [10–7]  |
| 28 de maio 4 de junho | Torneio de Roland Garros Paris, França Grand Slam € 18.392.250 – saibro – 128S•96Q•64D•32DM           | Simona Halep                          | Sloane Stephens                            | 3–6, 6–4, 6–1     |
| 28 de maio 4 de junho | Torneio de Roland Garros Paris, França Grand Slam € 18.392.250 – saibro – 128S•96Q•64D•32DM           | Barbora Krejčíková Kateřina Siniaková | Eri Hozumi Makoto Ninomiya                 | 6–3, 6–3          |
| 28 de maio 4 de junho | Torneio de Roland Garros Paris, França Grand Slam € 18.392.250 – saibro – 128S•96Q•64D•32DM           | Latisha Chan · Ivan Dodig             | Gabriela Dabrowski Mate Pavić              | 6–1, 56–7, [10–8] |

#### Junho
| Semana de   | Torneio                                                                                           | Campeã(s)                                  | Vice-campeã(s)                        | Resultado        |
| ----------- | ------------------------------------------------------------------------------------------------- | ------------------------------------------ | ------------------------------------- | ---------------- |
| 11 de junho | Nature Valley Open Nottingham, Reino Unido WTA International US$ 250.000 – grama – 32S•24Q•16D    | Ashleigh Barty                             | Johanna Konta                         | 6–3, 3–6, 6–4    |
| 11 de junho | Nature Valley Open Nottingham, Reino Unido WTA International US$ 250.000 – grama – 32S•24Q•16D    | Alicja Rosolska Abigail Spears             | Mihaela Buzărnescu Heather Watson     | 6–3, 7–65        |
| 11 de junho | Libéma Open 's-Hertogenbosch, Países Baixos WTA International US$ 250.000 – grama – 32S•24Q•16D   | Aleksandra Krunić                          | Kirsten Flipkens                      | 06–7, 7–5, 6–1   |
| 11 de junho | Libéma Open 's-Hertogenbosch, Países Baixos WTA International US$ 250.000 – grama – 32S•24Q•16D   | Elise Mertens Demi Schuurs                 | Kiki Bertens Kirsten Flipkens         | 3–3, ab.         |
| 18 de junho | Nature Valley Classic Birmingham, Reino Unido WTA Premier US$ 871.028 – grama – 32S•32Q•16D       | Petra Kvitová                              | Magdaléna Rybáriková                  | 4–6, 6–1, 6–2    |
| 18 de junho | Nature Valley Classic Birmingham, Reino Unido WTA Premier US$ 871.028 – grama – 32S•32Q•16D       | Tímea Babos Kristina Mladenovic            | Elise Mertens Demi Schuurs            | 4–6, 6–3, [10–8] |
| 18 de junho | Mallorca Open Maiorca, Espanha WTA International US$ 250.000 – grama – 32S•24Q•16D                | Tatjana Maria                              | Anastasija Sevastova                  | 6–4, 7–5         |
| 18 de junho | Mallorca Open Maiorca, Espanha WTA International US$ 250.000 – grama – 32S•24Q•16D                | Andreja Klepač María José Martínez Sánchez | Lucie Šafářová Barbora Štefková       | 6–1, 3–6, [10–3] |
| 25 de junho | Nature Valley International Eastbourne, Reino Unido WTA Premier US$ 917.664 – grama – 48S•21Q•16D | Caroline Wozniacki                         | Aryna Sabalenka                       | 7–5, 7–65        |
| 25 de junho | Nature Valley International Eastbourne, Reino Unido WTA Premier US$ 917.664 – grama – 48S•21Q•16D | Gabriela Dabrowski Xu Yifan                | Irina-Camelia Begu Mihaela Buzărnescu | 6–3, 7–5         |

#### Julho
| Semana de             | Torneio                                                                                               | Campeã(s)(o/ões)                      | Vice-campeã(s)(o/ões)              | Resultado        |
| --------------------- | --- | ------------------------------------- | ---------------------------------- | ---------------- |
| 2 de julho 9 de julho | Torneio de Wimbledon Londres, Reino Unido Grand Slam £ 15.950.500 – grama – 128S•96Q•64D•16QD•48DM    | Angelique Kerber                      | Serena Williams                    | 6–3, 6–3         |
| 2 de julho 9 de julho | Torneio de Wimbledon Londres, Reino Unido Grand Slam £ 15.950.500 – grama – 128S•96Q•64D•16QD•48DM    | Barbora Krejčíková Kateřina Siniaková | Nicole Melichar Květa Peschke      | 6–4, 4–6, 6–0    |
| 2 de julho 9 de julho | Torneio de Wimbledon Londres, Reino Unido Grand Slam £ 15.950.500 – grama – 128S•96Q•64D•16QD•48DM    | Nicole Melichar · Alexander Peya      | Victoria Azarenka Jamie Murray     | 7–61, 6–3        |
| 16 de julho           | BRD Bucharest Open Bucareste, Romênia WTA International US$ 250.000 – saibro – 32S•32Q•16D            | Anastasija Sevastova                  | Petra Martić                       | 7–64, 6–2        |
| 16 de julho           | BRD Bucharest Open Bucareste, Romênia WTA International US$ 250.000 – saibro – 32S•32Q•16D            | Irina-Camelia Begu · Andreea Mitu     | Danka Kovinić Maryna Zanevska      | 6–3, 6–4         |
| 16 de julho           | Ladies Championship Gstaad Gstaad, Suíça WTA International US$ 250.000 – saibro – 32S•24Q•16D         | Alizé Cornet                          | Mandy Minella                      | 6–4, 7–66        |
| 16 de julho           | Ladies Championship Gstaad Gstaad, Suíça WTA International US$ 250.000 – saibro – 32S•24Q•16D         | Alexa Guarachi · Desirae Krawczyk     | Lara Arruabarrena Timea Bacsinszky | 4–6, 6–4, [10–6] |
| 23 de julho           | Moscow River Cup Moscou, Rússia WTA International US$ 750.000 – saibro – 32S•24Q•16D                  | Olga Danilović                        | Anastasia Potapova                 | 7–5, 16–7, 6–4   |
| 23 de julho           | Moscow River Cup Moscou, Rússia WTA International US$ 750.000 – saibro – 32S•24Q•16D                  | Anastasia Potapova · Vera Zvonareva   | Alexandra Panova Galina Voskoboeva | 6–0, 6–3         |
| 23 de julho           | Jiangxi Open Nanchang, China WTA International US$ 250.000 – duro – 32S•24Q•16D                       | Wang Qiang                            | Zheng Saisai                       | 7–5, 4–0, ab.    |
| 23 de julho           | Jiangxi Open Nanchang, China WTA International US$ 250.000 – duro – 32S•24Q•16D                       | Jiang Xinyu · Tang Qianhui            | Lu Jingjing You Xiaodi             | 6–4, 6–4         |
| 30 de julho           | Mubadala Silicon Valley Classic San José, Estados Unidos WTA Premier US$ 799.000 – duro – 28S•16Q•15D | Mihaela Buzărnescu                    | Maria Sakkari                      | 6–1, 6–0         |
| 30 de julho           | Mubadala Silicon Valley Classic San José, Estados Unidos WTA Premier US$ 799.000 – duro – 28S•16Q•15D | Latisha Chan Květa Peschke            | Lyudmyla Kichenok Nadiia Kichenok  | 6–4, 6–1         |
| 30 de julho           | Citi Open Washington, Estados Unidos WTA International US$ 250.000 – duro – 32S•16Q•16D               | Svetlana Kuznetsova                   | Donna Vekić                        | 4–6, 7–67, 6–2   |
| 30 de julho           | Citi Open Washington, Estados Unidos WTA International US$ 250.000 – duro – 32S•16Q•16D               | Han Xinyun Darija Jurak               | Alexa Guarachi Erin Routliffe      | 6–3, 6–2         |

#### Agosto
| Semana de                  | Torneio                                                                                             | Campeã(s)(o/ões)                           | Vice-campeã(s)(o/ões)           | Resultado         |
| -------------------------- | --------------------------------------------------------------------------------------------------- | ------------------------------------------ | ------------------------------- | ----------------- |
| 6 agosto                   | Coupe Rogers Montreal, Canadá WTA Premier 5 US$ 2.820.000 – duro – 56S•43Q•28D                      | Simona Halep                               | Sloane Stephens                 | 7–66, 3–6, 6–4    |
| 6 agosto                   | Coupe Rogers Montreal, Canadá WTA Premier 5 US$ 2.820.000 – duro – 56S•43Q•28D                      | Ashleigh Barty Demi Schuurs                | Latisha Chan Ekaterina Makarova | 4–6, 6–3, [10–8]  |
| 13 de agosto               | Western & Southern Open Cincinnati, Estados Unidos WTA Premier 5 US$ 2.874.299 – duro – 56S•48Q•28D | Kiki Bertens                               | Simona Halep                    | 2–6, 7–66, 6–2    |
| 13 de agosto               | Western & Southern Open Cincinnati, Estados Unidos WTA Premier 5 US$ 2.874.299 – duro – 56S•48Q•28D | Lucie Hradecká Ekaterina Makarova          | Elise Mertens Demi Schuurs      | 6–2, 7–5          |
| 20 de agosto               | Connecticut Open New Haven, Estados Unidos WTA Premier US$ 799.000 – duro – 30S•48Q•16D             | Aryna Sabalenka                            | Carla Suárez Navarro            | 6–1, 6–4          |
| 20 de agosto               | Connecticut Open New Haven, Estados Unidos WTA Premier US$ 799.000 – duro – 30S•48Q•16D             | Andrea Sestini Hlaváčková Barbora Strýcová | Hsieh Su-wei Laura Siegemund    | 6–4, 76–7, [10–4] |
| 27 de agosto 3 de setembro | US Open Nova York, Estados Unidos Grand Slam US$ 25.282.920 – duro – 128S•128Q•64D•32DM             | Naomi Osaka                                | Serena Williams                 | 6–2, 6–4          |
| 27 de agosto 3 de setembro | US Open Nova York, Estados Unidos Grand Slam US$ 25.282.920 – duro – 128S•128Q•64D•32DM             | Ashleigh Barty Coco Vandeweghe             | Tímea Babos Kristina Mladenovic | 3–6, 7–62, 7–66   |
| 27 de agosto 3 de setembro | US Open Nova York, Estados Unidos Grand Slam US$ 25.282.920 – duro – 128S•128Q•64D•32DM             | Bethanie Mattek-Sands Jamie Murray         | Alicja Rosolska Nikola Mektić   | 2–6, 6–3, [11–9]  |

#### Setembro
| Semana de      | Torneio                                                                                               | Campeã(s)                        | Vice-campeã(s)                             | Resultado        |
| -------------- | --- | -------------------------------- | ------------------------------------------ | ---------------- |
| 10 de setembro | Hana-cupid Japan Women's Open Hiroshima, Japão WTA International US$ 250.000 – duro – 32S•32Q•16D     | Hsieh Su-wei                     | Amanda Anisimova                           | 6–2, 6–2         |
| 10 de setembro | Hana-cupid Japan Women's Open Hiroshima, Japão WTA International US$ 250.000 – duro – 32S•32Q•16D     | Eri Hozumi Zhang Shuai           | Miyu Kato Makoto Ninomiya                  | 6–2, 6–4         |
| 10 de setembro | Coupe Banque Nationale Quebec, Canadá WTA International US$ 250.000 – carpete (coberto) – 32S•24Q•16D | Pauline Parmentier               | Jessica Pegula                             | 7–5, 6–2         |
| 10 de setembro | Coupe Banque Nationale Quebec, Canadá WTA International US$ 250.000 – carpete (coberto) – 32S•24Q•16D | Asia Muhammad Maria Sanchez      | Darija Jurak Xenia Knoll                   | 6–4, 6–3         |
| 17 de setembro | Toray Pan Pacific Open Tóquio, Japão WTA Premier US$ 799.000 – duro (coberto) – 28S•24Q•16D           | Karolína Plíšková                | Naomi Osaka                                | 6–4, 6–4         |
| 17 de setembro | Toray Pan Pacific Open Tóquio, Japão WTA Premier US$ 799.000 – duro (coberto) – 28S•24Q•16D           | Miyu Kato Makoto Ninomiya        | Andrea Sestini Hlaváčková Barbora Strýcová | 6–4, 6–4         |
| 17 de setembro | Guangzhou International Women's Open Cantão, China WTA International US$ 250.000 – duro – 32S•24Q•16D | Wang Qiang                       | Yulia Putintseva                           | 6–1, 6–2         |
| 17 de setembro | Guangzhou International Women's Open Cantão, China WTA International US$ 250.000 – duro – 32S•24Q•16D | Monique Adamczak Jessica Moore   | Danka Kovinić Vera Lapko                   | 4–6, 7–5, [10–4] |
| 17 de setembro | KEB Hana Bank Korea Open Seul, Coreia do Sul WTA International US$ 250.000 – duro – 32S•24Q•16D       | Kiki Bertens                     | Ajla Tomljanović                           | 7–62, 4–6, 6–2   |
| 17 de setembro | KEB Hana Bank Korea Open Seul, Coreia do Sul WTA International US$ 250.000 – duro – 32S•24Q•16D       | Choi Ji-hee · Han Na-lae         | Hsieh Shu-ying Hsieh Su-wei                | 6–3, 6–2         |
| 24 de setembro | Dongfeng Motor Wuhan Open Wuhan, China WTA Premier 5 US$ 2.746.000 – duro – 56S•32Q•28D               | Aryna Sabalenka                  | Anett Kontaveit                            | 6–3, 6–3         |
| 24 de setembro | Dongfeng Motor Wuhan Open Wuhan, China WTA Premier 5 US$ 2.746.000 – duro – 56S•32Q•28D               | Elise Mertens Demi Schuurs       | Andrea Sestini Hlaváčková Barbora Strýcová | 6–3, 6–3         |
| 24 de setembro | Tashkent Open Tashkent, Uzbequistão WTA International US$ 250.000 – duro – 32S•16Q•16D                | Margarita Gasparyan              | Anastasia Potapova                         | 6–2, 6–1         |
| 24 de setembro | Tashkent Open Tashkent, Uzbequistão WTA International US$ 250.000 – duro – 32S•16Q•16D                | Olga Danilović · Tamara Zidanšek | Irina-Camelia Begu Raluca Olaru            | 7–5, 6–3         |

#### Outubro
| Semana de     | Torneio | Campeã(s)                                  | Vice-campeã(s)                        | Resultado        |
| ------------- | --- | ------------------------------------------ | ------------------------------------- | ---------------- |
| 1º de outubro | China Open Pequim, China WTA Premier Mandatory US$ 8.285.274 – duro – 61S•32Q•28D                                             | Caroline Wozniacki                         | Anastasija Sevastova                  | 6–3, 6–3         |
| 1º de outubro | China Open Pequim, China WTA Premier Mandatory US$ 8.285.274 – duro – 61S•32Q•28D                                             | Andrea Sestini Hlaváčková Barbora Strýcová | Gabriela Dabrowski Xu Yifan           | 4–6, 6–4, [10–8] |
| 8 de outubro  | Prudential Hong Kong Tennis Open · Hong Kong · WTA International · US$ 750.000 – duro – 32S•24Q•16D                           | Dayana Yastremska                          | Wang Qiang                            | 6–2, 6–1         |
| 8 de outubro  | Prudential Hong Kong Tennis Open · Hong Kong · WTA International · US$ 750.000 – duro – 32S•24Q•16D                           | Samantha Stosur Zhang Shuai                | Shuko Aoyama Lidziya Marozava         | 6–4, 6–4         |
| 8 de outubro  | Upper Austria Ladies Linz Linz, Áustria WTA International US$ 250.000 – duro (coberto) – 32S•24Q•14D                          | Camila Giorgi                              | Ekaterina Alexandrova                 | 6–3, 6–1         |
| 8 de outubro  | Upper Austria Ladies Linz Linz, Áustria WTA International US$ 250.000 – duro (coberto) – 32S•24Q•14D                          | Kirsten Flipkens · Johanna Larsson         | Raquel Atawo Anna-Lena Grönefeld      | 4–6, 6–4, [10–5] |
| 8 de outubro  | Tianjin Open Tianjin, China WTA International US$ 750.000 – duro – 32S•24Q•16D                                                | Caroline Garcia                            | Karolína Plíšková                     | 7–67, 6–3        |
| 8 de outubro  | Tianjin Open Tianjin, China WTA International US$ 750.000 – duro – 32S•24Q•16D                                                | Nicole Melichar Květa Peschke              | Monique Adamczak Jessica Moore        | 6–4, 6–2         |
| 15 de outubro | VTB Kremlin Cup Moscou, Rússia WTA Premier US$ 867.766 – duro (coberto) – 28S•32Q•16D                                         | Daria Kasatkina                            | Ons Jabeur                            | 2–6, 7–63, 6–4   |
| 15 de outubro | VTB Kremlin Cup Moscou, Rússia WTA Premier US$ 867.766 – duro (coberto) – 28S•32Q•16D                                         | Alexandra Panova Laura Siegemund           | Darija Jurak Raluca Olaru             | 6–2, 7–62        |
| 15 de outubro | BGL BNP Paribas Luxembourg Open Luxemburgo, Luxemburgo WTA International US$ 250.000 – duro (coberto) – 32S•32Q•16D           | Julia Görges                               | Belinda Bencic                        | 6–4, 7–5         |
| 15 de outubro | BGL BNP Paribas Luxembourg Open Luxemburgo, Luxemburgo WTA International US$ 250.000 – duro (coberto) – 32S•32Q•16D           | Greet Minnen · Alison Van Uytvanck         | Vera Lapko Mandy Minella              | 7–63, 6–2        |
| 22 de outubro | BNP Paribas WTA Finals Singapore · Singapura · Torneio de fim de temporada · US$ 6.864.000 – duro (coberto) – 8S•8D           | Elina Svitolina                            | Sloane Stephens                       | 3–6, 6–2, 6–2    |
| 22 de outubro | BNP Paribas WTA Finals Singapore · Singapura · Torneio de fim de temporada · US$ 6.864.000 – duro (coberto) – 8S•8D           | Tímea Babos · Kristina Mladenovic          | Barbora Krejčíková Kateřina Siniaková | 6–4, 7–5         |
| 30 de outubro | Hengqin Life WTA Elite Trophy Zhuhai Zhuhai, China Competição de fim de temporada – suplementar US$ 2.323.363 – duro – 12S•6D | Ashleigh Barty                             | Wang Qiang                            | 6–3, 6–4         |
| 30 de outubro | Hengqin Life WTA Elite Trophy Zhuhai Zhuhai, China Competição de fim de temporada – suplementar US$ 2.323.363 – duro – 12S•6D | Lyudmyla Kichenok Nadiia Kichenok          | Shuko Aoyama Lidziya Marozava         | 6–4, 3–6, [10–7] |

#### Novembro
| Semana de     | Torneio | Campeã(s)                                                                            | Vice-campeã(s)                                                                   | Resultado |
| ------------- | --- | ------------------------------------------------------------------------------------ | -------------------------------------------------------------------------------- | --------- |
| 5 de novembro | Fed Cup: final Praga, Tchéquia – duro (coberto) Competição de longa duração entre países US$ 3.700.000 – 8E | Chéquia · Barbora Krejčíková · Petra Kvitová · Kateřina Siniaková · Barbora Strýcová | Estados Unidos · Danielle Collins · Sofia Kenin · Nicole Melichar · Alison Riske | 3–0       |

## Estatísticas
Esta seção apresenta os títulos conquistados em simples, duplas, duplas mistas e por equipes em diversas configurações: classificação por jogador e país – sem caráter oficial; e levantamento de debutantes e defensores dos troféus, baseados nas informações apresentadas na seção Mês a mês. Eventualmente, pode dispor de seções extras com outras variáveis.
Nas duas tabelas introdutórias, jogadores e países são classificados com base nas categorias de torneios disponíveis na temporada (que podem não aparecer em determinado ano ou trocarem de nome), de acordo com o apresentado no início do artigo, na infocaixa à direita.
Os critérios de desempate nessas tabelas são:
1. Total de títulos;
  1. Na subseção País, se uma dupla de tenistas que compartilha a conterraneidade vencer um torneio, sua nação computará apenas 1 ponto.
2. Total de títulos por categoria;
  1. A categoria à esquerda sempre vale mais que qualquer uma à direita, com os eventos do Grand Slam encabeçando a lista;
  2. A coluna Outros está situada à direita de todas, inclusive do somatório Simples/Duplas/Duplas Mistas, por sua natureza específica, mas obviamente seus números são somados à coluna Total;
  3. Outros geralmente inclui os torneios por equipes que ocorrem durante a temporada;
  4. Para a contabilização dos torneios por equipes, são considerados(as) apenas os(as) jogadores(as) que forem convocados(as) para:
    1. Torneio de longa duração: jogo final – se for isolado dos outros – ou fase final – se ela ocorrer em um curto período com várias equipes na mesma sede;
    2. Torneio de curta duração.
3. Modalidade;
  1. Simples (S) > Duplas (D) > Duplas mistas (DM);
4. Ordem alfabética pelo sobrenome do(a) tenista em Títulos por jogadora, ou nome do país em Títulos por país.

### Títulos por jogadora
| 7 | Demi Schuurs                |   |   |   |   |   |   |   |   | 3 |   | 1 |   | 3 | 0 | 7 | 0 |   |
| 7 | Elise Mertens               |   |   |   |   |   |   |   |   | 1 |   |   | 3 | 3 | 3 | 4 | 0 |   |
| 6 | Ashleigh Barty              |   | 1 |   | 1 |   |   | 1 |   | 2 |   |   | 1 |   | 2 | 4 | 0 |   |
| 6 | Petra Kvitová               |   |   |   |   |   | 1 |   | 1 |   | 2 |   | 1 |   | 5 | 0 | 0 | 1 |
| 4 | Simona Halep                | 1 |   |   |   |   |   |   | 1 |   |   |   | 1 | 1 | 3 | 1 | 0 |   |
| 4 | Tímea Babos                 |   | 1 |   |   | 1 |   |   |   |   |   | 1 | 1 |   | 1 | 3 | 0 |   |
| 4 | Gabriela Dabrowski          |   |   | 1 |   |   |   |   |   |   |   | 3 |   |   | 0 | 3 | 1 |   |
| 4 | Elina Svitolina             |   |   |   | 1 |   |   |   | 1 |   | 2 |   |   |   | 4 | 0 | 0 |   |
| 4 | Barbora Strýcová            |   |   |   |   |   |   | 2 |   |   |   | 1 |   |   | 0 | 3 | 0 | 1 |
| 4 | Kiki Bertens                |   |   |   |   |   |   |   | 1 |   | 1 | 1 | 1 |   | 3 | 1 | 0 |   |
| 3 | Barbora Krejčíková          |   | 2 |   |   |   |   |   |   |   |   |   |   |   | 0 | 2 | 0 | 1 |
| 3 | Kateřina Siniaková          |   | 2 |   |   |   |   |   |   |   |   |   |   |   | 0 | 2 | 0 | 1 |
| 3 | Caroline Wozniacki          | 1 |   |   |   |   | 1 |   |   |   | 1 |   |   |   | 3 | 0 | 0 |   |
| 3 | Kristina Mladenovic         |   | 1 |   |   | 1 |   |   |   |   |   | 1 |   |   | 0 | 3 | 0 |   |
| 3 | Nicole Melichar             |   |   | 1 |   |   |   |   |   |   |   |   |   | 2 | 0 | 2 | 1 |   |
| 3 | Květa Peschke               |   |   |   |   |   |   |   |   |   |   | 1 |   | 2 | 0 | 3 | 0 |   |
| 3 | Zhang Shuai                 |   |   |   |   |   |   |   |   |   |   |   |   | 3 | 0 | 3 | 0 |   |
| 2 | Naomi Osaka                 | 1 |   |   |   |   | 1 |   |   |   |   |   |   |   | 2 | 0 | 0 |   |
| 2 | Angelique Kerber            | 1 |   |   |   |   |   |   |   |   | 1 |   |   |   | 2 | 0 | 0 |   |
| 2 | Coco Vandeweghe             |   | 1 |   |   |   |   | 1 |   |   |   |   |   |   | 0 | 2 | 0 |   |
| 2 | Latisha Chan                |   |   | 1 |   |   |   |   |   |   |   | 1 |   |   | 0 | 1 | 1 |   |
| 2 | Ekaterina Makarova          |   |   |   |   |   |   | 1 |   | 1 |   |   |   |   | 0 | 2 | 0 |   |
| 2 | Andrea Sestini Hlaváčková   |   |   |   |   |   |   | 1 |   |   |   | 1 |   |   | 0 | 2 | 0 |   |
| 2 | Hsieh Su-wei                |   |   |   |   |   |   | 1 |   |   |   |   | 1 |   | 1 | 1 | 0 |   |
| 2 | Aryna Sabalenka             |   |   |   |   |   |   |   | 1 |   | 1 |   |   |   | 2 | 0 | 0 |   |
| 2 | Karolína Plíšková           |   |   |   |   |   |   |   |   |   | 2 |   |   |   | 2 | 0 | 0 |   |
| 2 | Xu Yifan                    |   |   |   |   |   |   |   |   |   |   | 2 |   |   | 0 | 2 | 0 |   |
| 2 | Mihaela Buzărnescu          |   |   |   |   |   |   |   |   |   | 1 |   |   | 1 | 1 | 1 | 0 |   |
| 2 | Katarina Srebotnik          |   |   |   |   |   |   |   |   |   |   | 1 |   | 1 | 0 | 2 | 0 |   |
| 2 | Vera Zvonareva              |   |   |   |   |   |   |   |   |   |   | 1 |   | 1 | 0 | 2 | 0 |   |
| 2 | Julia Görges                |   |   |   |   |   |   |   |   |   |   |   | 2 |   | 2 | 0 | 0 |   |
| 2 | Pauline Parmentier          |   |   |   |   |   |   |   |   |   |   |   | 2 |   | 2 | 0 | 0 |   |
| 2 | Wang Qiang                  |   |   |   |   |   |   |   |   |   |   |   | 2 |   | 2 | 0 | 0 |   |
| 2 | Olga Danilović              |   |   |   |   |   |   |   |   |   |   |   | 1 | 1 | 1 | 1 | 0 |   |
| 2 | Johanna Larsson             |   |   |   |   |   |   |   |   |   |   |   | 1 | 1 | 1 | 1 | 0 |   |
| 2 | Tatjana Maria               |   |   |   |   |   |   |   |   |   |   |   | 1 | 1 | 1 | 1 | 0 |   |
| 2 | Alison Van Uytvanck         |   |   |   |   |   |   |   |   |   |   |   | 1 | 1 | 1 | 1 | 0 |   |
| 2 | Irina-Camelia Begu          |   |   |   |   |   |   |   |   |   |   |   |   | 2 | 0 | 2 | 0 |   |
| 2 | Kirsten Flipkens            |   |   |   |   |   |   |   |   |   |   |   |   | 2 | 0 | 2 | 0 |   |
| 2 | Raluca Olaru                |   |   |   |   |   |   |   |   |   |   |   |   | 2 | 0 | 2 | 0 |   |
| 1 | Bethanie Mattek-Sands       |   |   | 1 |   |   |   |   |   |   |   |   |   |   | 0 | 0 | 1 |   |
| 1 | Lyudmyla Kichenok           |   |   |   |   | 1 |   |   |   |   |   |   |   |   | 0 | 1 | 0 |   |
| 1 | Nadiia Kichenok             |   |   |   |   | 1 |   |   |   |   |   |   |   |   | 0 | 1 | 0 |   |
| 1 | Sloane Stephens             |   |   |   |   |   | 1 |   |   |   |   |   |   |   | 1 | 0 | 0 |   |
| 1 | Elena Vesnina               |   |   |   |   |   |   | 1 |   |   |   |   |   |   | 0 | 1 | 0 |   |
| 1 | Lucie Hradecká              |   |   |   |   |   |   |   |   | 1 |   |   |   |   | 0 | 1 | 0 |   |
| 1 | Jeļena Ostapenko            |   |   |   |   |   |   |   |   | 1 |   |   |   |   | 0 | 1 | 0 |   |
| 1 | Daria Kasatkina             |   |   |   |   |   |   |   |   |   | 1 |   |   |   | 1 | 0 | 0 |   |
| 1 | Raquel Atawo                |   |   |   |   |   |   |   |   |   |   | 1 |   |   | 0 | 1 | 0 |   |
| 1 | Timea Bacsinszky            |   |   |   |   |   |   |   |   |   |   | 1 |   |   | 0 | 1 | 0 |   |
| 1 | Chan Hao-ching              |   |   |   |   |   |   |   |   |   |   | 1 |   |   | 0 | 1 | 0 |   |
| 1 | Anna-Lena Grönefeld         |   |   |   |   |   |   |   |   |   |   | 1 |   |   | 0 | 1 | 0 |   |
| 1 | Miyu Kato                   |   |   |   |   |   |   |   |   |   |   | 1 |   |   | 0 | 1 | 0 |   |
| 1 | Alla Kudryavtseva           |   |   |   |   |   |   |   |   |   |   | 1 |   |   | 0 | 1 | 0 |   |
| 1 | Makoto Ninomiya             |   |   |   |   |   |   |   |   |   |   | 1 |   |   | 0 | 1 | 0 |   |
| 1 | Alexandra Panova            |   |   |   |   |   |   |   |   |   |   | 1 |   |   | 0 | 1 | 0 |   |
| 1 | Laura Siegemund             |   |   |   |   |   |   |   |   |   |   | 1 |   |   | 0 | 1 | 0 |   |
| 1 | Yang Zhaoxuan               |   |   |   |   |   |   |   |   |   |   | 1 |   |   | 0 | 1 | 0 |   |
| 1 | Alizé Cornet                |   |   |   |   |   |   |   |   |   |   |   | 1 |   | 1 | 0 | 0 |   |
| 1 | Caroline Garcia             |   |   |   |   |   |   |   |   |   |   |   | 1 |   | 1 | 0 | 0 |   |
| 1 | Margarita Gasparyan         |   |   |   |   |   |   |   |   |   |   |   | 1 |   | 1 | 0 | 0 |   |
| 1 | Camila Giorgi               |   |   |   |   |   |   |   |   |   |   |   | 1 |   | 1 | 0 | 0 |   |
| 1 | Aleksandra Krunić           |   |   |   |   |   |   |   |   |   |   |   | 1 |   | 1 | 0 | 0 |   |
| 1 | Svetlana Kuznetsova         |   |   |   |   |   |   |   |   |   |   |   | 1 |   | 1 | 0 | 0 |   |
| 1 | Garbiñe Muguruza            |   |   |   |   |   |   |   |   |   |   |   | 1 |   | 1 | 0 | 0 |   |
| 1 | Anastasia Pavlyuchenkova    |   |   |   |   |   |   |   |   |   |   |   | 1 |   | 1 | 0 | 0 |   |
| 1 | Anna Karolína Schmiedlová   |   |   |   |   |   |   |   |   |   |   |   | 1 |   | 1 | 0 | 0 |   |
| 1 | Anastasija Sevastova        |   |   |   |   |   |   |   |   |   |   |   | 1 |   | 1 | 0 | 0 |   |
| 1 | Lesia Tsurenko              |   |   |   |   |   |   |   |   |   |   |   | 1 |   | 1 | 0 | 0 |   |
| 1 | Dayana Yastremska           |   |   |   |   |   |   |   |   |   |   |   | 1 |   | 1 | 0 | 0 |   |
| 1 | Monique Adamczak            |   |   |   |   |   |   |   |   |   |   |   |   | 1 | 0 | 1 | 0 |   |
| 1 | Anna Blinkova               |   |   |   |   |   |   |   |   |   |   |   |   | 1 | 0 | 1 | 0 |   |
| 1 | Naomi Broady                |   |   |   |   |   |   |   |   |   |   |   |   | 1 | 0 | 1 | 0 |   |
| 1 | Choi Ji-hee                 |   |   |   |   |   |   |   |   |   |   |   |   | 1 | 0 | 1 | 0 |   |
| 1 | Duan Yingying               |   |   |   |   |   |   |   |   |   |   |   |   | 1 | 0 | 1 | 0 |   |
| 1 | Sara Errani                 |   |   |   |   |   |   |   |   |   |   |   |   | 1 | 0 | 1 | 0 |   |
| 1 | Georgina García Pérez       |   |   |   |   |   |   |   |   |   |   |   |   | 1 | 0 | 1 | 0 |   |
| 1 | Alexa Guarachi              |   |   |   |   |   |   |   |   |   |   |   |   | 1 | 0 | 1 | 0 |   |
| 1 | Han Na-lae                  |   |   |   |   |   |   |   |   |   |   |   |   | 1 | 0 | 1 | 0 |   |
| 1 | Han Xinyun                  |   |   |   |   |   |   |   |   |   |   |   |   | 1 | 0 | 1 | 0 |   |
| 1 | Eri Hozumi                  |   |   |   |   |   |   |   |   |   |   |   |   | 1 | 0 | 1 | 0 |   |
| 1 | Dalila Jakupović            |   |   |   |   |   |   |   |   |   |   |   |   | 1 | 0 | 1 | 0 |   |
| 1 | Jiang Xinyu                 |   |   |   |   |   |   |   |   |   |   |   |   | 1 | 0 | 1 | 0 |   |
| 1 | Darija Jurak                |   |   |   |   |   |   |   |   |   |   |   |   | 1 | 0 | 1 | 0 |   |
| 1 | Irina Khromacheva           |   |   |   |   |   |   |   |   |   |   |   |   | 1 | 0 | 1 | 0 |   |
| 1 | Andreja Klepač              |   |   |   |   |   |   |   |   |   |   |   |   | 1 | 0 | 1 | 0 |   |
| 1 | Desirae Krawczyk            |   |   |   |   |   |   |   |   |   |   |   |   | 1 | 0 | 1 | 0 |   |
| 1 | Liang Chen                  |   |   |   |   |   |   |   |   |   |   |   |   | 1 | 0 | 1 | 0 |   |
| 1 | María José Martínez Sánchez |   |   |   |   |   |   |   |   |   |   |   |   | 1 | 0 | 1 | 0 |   |
| 1 | Greet Minnen                |   |   |   |   |   |   |   |   |   |   |   |   | 1 | 0 | 1 | 0 |   |
| 1 | Andreea Mitu                |   |   |   |   |   |   |   |   |   |   |   |   | 1 | 0 | 1 | 0 |   |
| 1 | Jessica Moore               |   |   |   |   |   |   |   |   |   |   |   |   | 1 | 0 | 1 | 0 |   |
| 1 | Asia Muhammad               |   |   |   |   |   |   |   |   |   |   |   |   | 1 | 0 | 1 | 0 |   |
| 1 | Anastasia Potapova          |   |   |   |   |   |   |   |   |   |   |   |   | 1 | 0 | 1 | 0 |   |
| 1 | Alicja Rosolska             |   |   |   |   |   |   |   |   |   |   |   |   | 1 | 0 | 1 | 0 |   |
| 1 | Maria Sanchez               |   |   |   |   |   |   |   |   |   |   |   |   | 1 | 0 | 1 | 0 |   |
| 1 | Bibiane Schoofs             |   |   |   |   |   |   |   |   |   |   |   |   | 1 | 0 | 1 | 0 |   |
| 1 | Sara Sorribes Tormo         |   |   |   |   |   |   |   |   |   |   |   |   | 1 | 0 | 1 | 0 |   |
| 1 | Abigail Spears              |   |   |   |   |   |   |   |   |   |   |   |   | 1 | 0 | 1 | 0 |   |
| 1 | Fanny Stollár               |   |   |   |   |   |   |   |   |   |   |   |   | 1 | 0 | 1 | 0 |   |
| 1 | Samantha Stosur             |   |   |   |   |   |   |   |   |   |   |   |   | 1 | 0 | 1 | 0 |   |
| 1 | Tang Qianhui                |   |   |   |   |   |   |   |   |   |   |   |   | 1 | 0 | 1 | 0 |   |
| 1 | Wang Yafan                  |   |   |   |   |   |   |   |   |   |   |   |   | 1 | 0 | 1 | 0 |   |
| 1 | Heather Watson              |   |   |   |   |   |   |   |   |   |   |   |   | 1 | 0 | 1 | 0 |   |
| 1 | Tamara Zidanšek             |   |   |   |   |   |   |   |   |   |   |   |   | 1 | 0 | 1 | 0 |   |
| 1 | Belinda Bencic              |   |   |   |   |   |   |   |   |   |   |   |   |   | 0 | 0 | 0 | 1 |

### Títulos por país
| 17 | Chéquia        |   | 2 |   |   |   | 1 | 2 | 1 | 1 | 4 | 2 | 1 | 2 | 7 | 9 | 0 | 1 |
| 12 | Rússia         |   |   |   |   |   |   | 1 |   | 1 | 1 | 3 | 3 | 3 | 4 | 8 | 0 |   |
| 11 | Estados Unidos |   | 1 | 2 |   |   | 1 | 1 |   |   |   | 1 |   | 5 | 1 | 8 | 2 |   |
| 11 | Países Baixos  |   |   |   |   |   |   |   | 1 | 3 | 1 | 1 | 1 | 4 | 3 | 8 | 0 |   |
| 11 | China          |   |   |   |   |   |   |   |   |   |   | 3 | 2 | 6 | 2 | 9 | 0 |   |
| 10 | Bélgica        |   |   |   |   |   |   |   |   | 1 |   |   | 4 | 5 | 4 | 6 | 0 |   |
| 8  | Roménia        | 1 |   |   |   |   |   |   | 1 |   | 1 |   | 1 | 4 | 4 | 4 | 0 |   |
| 8  | Alemanha       | 1 |   |   |   |   |   |   |   |   | 1 | 2 | 3 | 1 | 5 | 3 | 0 |   |
| 8  | Austrália      |   | 1 |   | 1 |   |   | 1 |   | 2 |   |   | 1 | 2 | 2 | 6 | 0 |   |
| 7  | França         |   | 1 |   |   | 1 |   |   |   |   |   | 1 | 4 |   | 4 | 3 | 0 |   |
| 7  | Ucrânia        |   |   |   | 1 | 1 |   |   | 1 |   | 2 |   | 2 |   | 6 | 1 | 0 |   |
| 5  | Hungria        |   | 1 |   |   | 1 |   |   |   |   |   | 1 | 1 | 1 | 1 | 4 | 0 |   |
| 5  | Taipé Chinesa  |   |   | 1 |   |   |   | 1 |   |   |   | 2 | 1 |   | 1 | 3 | 1 |   |
| 5  | Eslovénia      |   |   |   |   |   |   |   |   |   |   | 1 |   | 4 | 0 | 5 | 0 |   |
| 4  | Japão          | 1 |   |   |   |   | 1 |   |   |   |   | 1 |   | 1 | 2 | 2 | 0 |   |
| 4  | Canadá         |   |   | 1 |   |   |   |   |   | 1 |   | 2 |   |   | 0 | 3 | 1 |   |
| 4  | Espanha        |   |   |   |   |   |   |   |   |   |   |   | 1 | 3 | 1 | 3 | 0 |   |
| 3  | Dinamarca      | 1 |   |   |   |   | 1 |   |   |   | 1 |   |   |   | 3 | 0 | 0 |   |
| 3  | Sérvia         |   |   |   |   |   |   |   |   |   |   |   | 2 | 1 | 2 | 1 | 0 |   |
| 2  | Bielorrússia   |   |   |   |   |   |   |   | 1 |   | 1 |   |   |   | 2 | 0 | 0 |   |
| 2  | Letónia        |   |   |   |   |   |   |   |   | 1 |   |   | 1 |   | 1 | 1 | 0 |   |
| 2  | Suíça          |   |   |   |   |   |   |   |   |   |   | 1 |   |   | 0 | 1 | 0 | 1 |
| 2  | Itália         |   |   |   |   |   |   |   |   |   |   |   | 1 | 1 | 1 | 1 | 0 |   |
| 2  | Suécia         |   |   |   |   |   |   |   |   |   |   |   | 1 | 1 | 1 | 1 | 0 |   |
| 2  | Grã-Bretanha   |   |   |   |   |   |   |   |   |   |   |   |   | 2 | 0 | 2 | 0 |   |
| 1  | Eslováquia     |   |   |   |   |   |   |   |   |   |   |   | 1 |   | 1 | 0 | 0 |   |
| 1  | Chile          |   |   |   |   |   |   |   |   |   |   |   |   | 1 | 0 | 1 | 0 |   |
| 1  | Coreia do Sul  |   |   |   |   |   |   |   |   |   |   |   |   | 1 | 0 | 1 | 0 |   |
| 1  | Croácia        |   |   |   |   |   |   |   |   |   |   |   |   | 1 | 0 | 1 | 0 |   |
| 1  | Polónia        |   |   |   |   |   |   |   |   |   |   |   |   | 1 | 0 | 1 | 0 |   |

### Informações sobre os títulos

#### Debutantes
Jogadoras e/ou equipes que foram campeãs pela primeira vez nas respectivas modalidades:
Simples
- Mihaela Buzărnescu – San José
- Olga Danilović – Moscou (International)
- Aleksandra Krunić – 's-Hertogenbosch
- Tatjana Maria – Maiorca
- Naomi Osaka – Indian Wells
- Aryna Sabalenka – New Haven
- Wang Qiang – Nanchang
- Dayana Yastremska – Hong Kong

Duplas
- Anna Blinkova – Rabat
- Naomi Broady – Monterrey
- Mihaela Buzărnescu – Estraburgo
- Choi Ji-hee – Seul
- Olga Danilović – Tashkent
- Georgina García Pérez – Budapeste
- Alexa Guarachi – Gstaad
- Simona Halep – Shenzhen
- Han Na-lae – Seul
- Irina Khromacheva – Bogotá
- Desirae Krawczyk – Gstaad
- Greet Minnen – Luxemburgo
- Anastasia Potapova – Moscou (International)
- Bibiane Schoofs – Auckland
- Sara Sorribes Tormo – Monterrey
- Fanny Stollár – Budapeste
- Alison Van Uytvanck – Luxemburgo
- Tamara Zidanšek – Tashkent

Duplas mistas
- Latisha Chan – Roland Garros
- Nicole Melichar – Wimbledon

#### Defensoras
Jogadoras e/ou equipes que foram campeãs na edição anterior e repetiram o feito na atual temporada nos respectivos torneios e modalidades:
Simples
- Simona Halep – Montreal
- Petra Kvitová – Birmingham
- Elise Mertens – Hobart
- Květa Peschke – Praga
- Elina Svitolina – Dubai, Roma
- Lesia Tsurenko – Acapulco

Duplas
- Raquel Atawo – Stuttgart
- Tímea Babos – WTA Finals
- Irina-Camelia Begu – Bucareste
- Jiang Xinyu – Nanchang
- Johanna Larsson – Linz
- Květa Peschke – Praga
- Tang Qianhui – Nanchang

### Prêmios em dinheiro
Em 5 de novembro de 2018.
| #  | Jogadora           | Simples       | Duplas      | Mistas    | Total         |
| -- | ------------------ | ------------- | ----------- | --------- | ------------- |
| 1  | Simona Halep       | US$ 6.314.890 | US$ 44.674  | US$ 0     | US$ 7.409.564 |
| 2  | Caroline Wozniacki | US$ 6.007.719 | US$ 0       | US$ 0     | US$ 6.657.719 |
| 3  | Naomi Osaka        | US$ 6.394.289 | US$ 0       | US$ 0     | US$ 6.394.289 |
| 4  | Elina Svitolina    | US$ 5.213.643 | US$ 16.366  | US$ 7.238 | US$ 5.737.247 |
| 5  | Angelique Kerber   | US$ 5.686.362 | US$ 0       | US$ 0     | US$ 5.686.362 |
| 6  | Sloane Stephens    | US$ 5.028.342 | US$ 35.280  | US$ 4.477 | US$ 5.068.099 |
| 7  | Serena Williams    | US$ 3.746.057 | US$ 24.113  | US$ 0     | US$ 3.770.170 |
| 8  | Karolína Plíšková  | US$ 3.054.150 | US$ 34.900  | US$ 0     | US$ 3.539.050 |
| 9  | Petra Kvitová      | US$ 3.301.389 | US$ 0       | US$ 0     | US$ 3.301.389 |
| 10 | Kiki Bertens       | US$ 3.023.982 | US$ 139.706 | US$ 0     | US$ 3.163.688 |

### Aspectos de jogo
Ao final da temporada. Apenas jogos de simples em chaves principais.
| Aces | Aces              | Aces | Aces  |
| #    | Jogadora          | Aces | Jogos |
| ---- | ----------------- | ---- | ----- |
| 1    | Julia Görges      | 492  | 68    |
| 2    | Karolína Plíšková | 393  | 70    |
| 3    | Kiki Bertens      | 325  | 69    |
| 4    | Ashleigh Barty    | 297  | 61    |
| 5    | Naomi Osaka       | 283  | 60    |

| Duplas faltas | Duplas faltas   | Duplas faltas | Duplas faltas |
| #             | Jogadora        | DFs           | Jogos         |
| ------------- | --------------- | ------------- | ------------- |
| 1             | Daria Gavrilova | 385           | 49            |
| 2             | Petra Kvitová   | 339           | 60            |
| 3             | Daria Kasatkina | 321           | 66            |
| 4             | Aryna Sabalenka | 299           | 64            |
| 5             | Kiki Bertens    | 287           | 69            |

| Aproveitamento de primeiro serviço | Aproveitamento de primeiro serviço | Aproveitamento de primeiro serviço | Aproveitamento de primeiro serviço |
| #                                  | Jogadora                           | %                                  | Jogos                              |
| ---------------------------------- | ---------------------------------- | ---------------------------------- | ---------------------------------- |
| 1                                  | Sloane Stephens                    | 69,6                               | 54                                 |
| 2                                  | Yulia Putintseva                   | 69,0                               | 40                                 |
| 3                                  | Daria Kasatkina                    | 68,6                               | 66                                 |
| 4                                  | Zheng Saisai                       | 67,7                               | 25                                 |
| 5                                  | Caroline Garcia                    | 67,3                               | 61                                 |

| Aproveitamento de segundo serviço | Aproveitamento de segundo serviço | Aproveitamento de segundo serviço | Aproveitamento de segundo serviço |
| #                                 | Jogadora                          | %                                 | Jogos                             |
| --------------------------------- | --------------------------------- | --------------------------------- | --------------------------------- |
| 1                                 | Jeļena Ostapenko                  | 45,8                              | 44                                |
| 2                                 | Coco Vandeweghe                   | 45,2                              | 25                                |
| 3                                 | Polona Hercog                     | 44,7                              | 34                                |
| 4                                 | Donna Vekić                       | 44,5                              | 55                                |
| 5                                 | Tatjana Maria                     | 43,6                              | 35                                |

| Pontos de primeiro serviço conquistados | Pontos de primeiro serviço conquistados | Pontos de primeiro serviço conquistados | Pontos de primeiro serviço conquistados |
| #                                       | Jogadora                                | %                                       | Jogos                                   |
| --------------------------------------- | --------------------------------------- | --------------------------------------- | --------------------------------------- |
| 1                                       | Julia Görges                            | 73,8                                    | 68                                      |
| 2                                       | Ashleigh Barty                          | 71,6                                    | 61                                      |
| 3                                       | Kristýna Plíšková                       | 71,2                                    | 36                                      |
| 4                                       | Naomi Osaka                             | 70,1                                    | 60                                      |
| 5                                       | Madison Keys                            | 70,0                                    | 42                                      |

| Pontos de segundo serviço conquistados | Pontos de segundo serviço conquistados | Pontos de segundo serviço conquistados | Pontos de segundo serviço conquistados |
| #                                      | Jogadora                               | %                                      | Jogos                                  |
| -------------------------------------- | -------------------------------------- | -------------------------------------- | -------------------------------------- |
| 1                                      | Ashleigh Barty                         | 52,2                                   | 61                                     |
| 2                                      | Caroline Garcia                        | 51,3                                   | 61                                     |
| 3                                      | Sloane Stephens                        | 49,1                                   | 54                                     |
| 4                                      | Elina Svitolina                        | 49,0                                   | 59                                     |
| 5                                      | Petra Martić                           | 48,9                                   | 43                                     |

| Pontos de serviço conquistados | Pontos de serviço conquistados | Pontos de serviço conquistados | Pontos de serviço conquistados |
| #                              | Jogadora                       | %                              | Jogos                          |
| ------------------------------ | ------------------------------ | ------------------------------ | ------------------------------ |
| 1                              | Ashleigh Barty                 | 63,5                           | 61                             |
| 2                              | Julia Görges                   | 63,1                           | 68                             |
| 3                              | Madison Keys                   | 62,1                           | 42                             |
| 4                              | Caroline Garcia                | 60,7                           | 61                             |
| 5                              | Naomi Osaka                    | 60,7                           | 60                             |

| Pontos de devolução conquistados | Pontos de devolução conquistados | Pontos de devolução conquistados | Pontos de devolução conquistados |
| #                                | Jogadora                         | %                                | Jogos                            |
| -------------------------------- | -------------------------------- | -------------------------------- | -------------------------------- |
| 1                                | Simona Halep                     | 49,6                             | 55                               |
| 2                                | Daria Kasatkina                  | 48,3                             | 66                               |
| 3                                | Angelique Kerber                 | 47,6                             | 63                               |
| 4                                | Sloane Stephens                  | 47,3                             | 54                               |
| 5                                | Hsieh Su-wei                     | 47,0                             | 49                               |

| Games de serviço conquistados | Games de serviço conquistados | Games de serviço conquistados | Games de serviço conquistados |
| #                             | Jogadora                      | %                             | Jogos                         |
| ----------------------------- | ----------------------------- | ----------------------------- | ----------------------------- |
| 1                             | Ashleigh Barty                | 78,7                          | 61                            |
| 2                             | Julia Görges                  | 78,6                          | 68                            |
| 3                             | Naomi Osaka                   | 76,0                          | 60                            |
| 4                             | Madison Keys                  | 75,8                          | 42                            |
| 5                             | Johanna Konta                 | 75,5                          | 49                            |

| Games de devolução conquistados | Games de devolução conquistados | Games de devolução conquistados | Games de devolução conquistados |
| #                               | Jogadora                        | %                               | Jogos                           |
| ------------------------------- | ------------------------------- | ------------------------------- | ------------------------------- |
| 1                               | Simona Halep                    | 48,5                            | 55                              |
| 2                               | Daria Kasatkina                 | 46,3                            | 66                              |
| 3                               | Sloane Stephens                 | 44,2                            | 54                              |
| 4                               | Angelique Kerber                | 43,9                            | 63                              |
| 5                               | Wang Qiang                      | 43,7                            | 58                              |

| Break points salvos | Break points salvos | Break points salvos | Break points salvos |
| #                   | Jogadora            | %                   | Jogos               |
| ------------------- | ------------------- | ------------------- | ------------------- |
| 1                   | Julia Görges        | 63,5                | 68                  |
| 2                   | Johanna Konta       | 63,3                | 49                  |
| 3                   | Polona Hercog       | 61,8                | 34                  |
| 4                   | Aryna Sabalenka     | 61,6                | 64                  |
| 5                   | Caroline Garcia     | 61,2                | 61                  |

| Break points convertidos | Break points convertidos | Break points convertidos | Break points convertidos |
| #                        | Jogadora                 | %                        | Jogos                    |
| ------------------------ | ------------------------ | ------------------------ | ------------------------ |
| 1                        | Jeļena Ostapenko         | 54,1                     | 44                       |
| 2                        | Naomi Osaka              | 50,2                     | 60                       |
| 3                        | Simona Halep             | 50,1                     | 55                       |
| 4                        | Caroline Wozniacki       | 49,8                     | 58                       |
| 5                        | Kiki Bertens             | 49,8                     | 69                       |

### Vitórias
Ao final da temporada. Chaves principais em simples.
| Em todos os pisos | Em todos os pisos | Em todos os pisos | Em todos os pisos |
| #                 | Jogadora          | Vitórias          | Derrotas          |
| ----------------- | ----------------- | ----------------- | ----------------- |
| 1                 | Karolína Plíšková | 49                | 23                |
| 2                 | Petra Kvitová     | 47                | 17                |
| 3                 | Simona Halep      | 46                | 11                |
| 3                 | Angelique Kerber  | 46                | 19                |
| 3                 | Ashleigh Barty    | 46                | 19                |
| 3                 | Elise Mertens     | 46                | 21                |
| 3                 | Aryna Sabalenka   | 46                | 22                |
| 3                 | Kiki Bertens      | 46                | 23                |
| 3                 | Julia Görges      | 46                | 24                |

| No piso duro | No piso duro      | No piso duro | No piso duro |
| #            | Jogadora          | Vitórias     | Derrotas     |
| ------------ | ----------------- | ------------ | ------------ |
| 1            | Aryna Sabalenka   | 35           | 13           |
| 2            | Elina Svitolina   | 33           | 10           |
| 3            | Wang Qiang        | 32           | 15           |
| 3            | Karolína Plíšková | 32           | 16           |
| 5            | Naomi Osaka       | 29           | 13           |

| No saibro | No saibro          | No saibro | No saibro |
| #         | Jogadora           | Vitórias  | Derrotas  |
| --------- | ------------------ | --------- | --------- |
| 1         | Elise Mertens      | 16        | 2         |
| 1         | Simona Halep       | 16        | 3         |
| 3         | Petra Kvitová      | 15        | 3         |
| 3         | Kiki Bertens       | 15        | 5         |
| 5         | Mihaela Buzărnescu | 14        | 8         |

| Na grama | Na grama           | Na grama | Na grama |
| #        | Jogadora           | Vitórias | Derrotas |
| -------- | ------------------ | -------- | -------- |
| 1        | Ashleigh Barty     | 12       | 3        |
| 2        | Angelique Kerber   | 10       | 2        |
| 3        | Mihaela Buzărnescu | 9        | 4        |
| 4        | Jeļena Ostapenko   | 7        | 2        |
| 4        | Julia Görges       | 7        | 3        |
| 4        | Daria Kasatkina    | 7        | 3        |
| 4        | Donna Vekić        | 7        | 4        |
| 4        | Aryna Sabalenka    | 7        | 4        |

| Em três sets | Em três sets         | Em três sets | Em três sets |
| #            | Jogadora             | Vitórias     | Derrotas     |
| ------------ | -------------------- | ------------ | ------------ |
| 1            | Aryna Sabalenka      | 21           | 8            |
| 2            | Petra Kvitová        | 17           | 6            |
| 2            | Anastasija Sevastova | 17           | 7            |
| 2            | Julia Görges         | 17           | 8            |
| 5            | Simona Halep         | 16           | 4            |
| 5            | Karolína Plíšková    | 16           | 6            |
| 5            | Daria Kasatkina      | 16           | 8            |

| Tiebreaks | Tiebreaks             | Tiebreaks | Tiebreaks |
| #         | Jogadora              | Vencidos  | Perdidos  |
| --------- | --------------------- | --------- | --------- |
| 1         | Julia Görges          | 14        | 7         |
| 2         | Daria Gavrilova       | 13        | 2         |
| 2         | Aryna Sabalenka       | 13        | 7         |
| 4         | Aliaksandra Sasnovich | 12        | 6         |
| 4         | Karolína Plíšková     | 12        | 8         |

| Contra oponentes do Top 10 | Contra oponentes do Top 10 | Contra oponentes do Top 10 | Contra oponentes do Top 10 |
| #                          | Jogadora                   | Vitórias                   | Derrotas                   |
| -------------------------- | -------------------------- | -------------------------- | -------------------------- |
| 1                          | Kiki Bertens               | 12                         | 7                          |
| 2                          | Elina Svitolina            | 9                          | 3                          |
| 3                          | Aryna Sabalenka            | 8                          | 4                          |
| 3                          | Sloane Stephens            | 8                          | 5                          |
| 5                          | Petra Kvitová              | 7                          | 4                          |
| 5                          | Daria Kasatkina            | 7                          | 6                          |

| Contra oponentes do Top 5 | Contra oponentes do Top 5 | Contra oponentes do Top 5 | Contra oponentes do Top 5 |
| #                         | Jogadora                  | Vitórias                  | Derrotas                  |
| ------------------------- | ------------------------- | ------------------------- | ------------------------- |
| 1                         | Sloane Stephens           | 5                         | 2                         |
| 1                         | Kiki Bertens              | 5                         | 2                         |
| 1                         | Daria Kasatkina           | 5                         | 2                         |
| 4                         | Karolína Plíšková         | 4                         | 1                         |
| 4                         | Elina Svitolina           | 4                         | 2                         |

## Rankings
Estes são os rankings das 20 melhores jogadoras em simples e duplas. As corridas exibem a classificação ao WTA Finals, com pontos computados desde o início da temporada até o último torneio regular, antes do principal evento de fim de temporada. Os rankings finais contemplam toda a temporada; são os da primeira segunda-feira após o último torneio informado nesta página.

### Simples
| Corrida final de simples - Porsche Race to Singapore (22 de outubro de 2018) | Corrida final de simples - Porsche Race to Singapore (22 de outubro de 2018) | Corrida final de simples - Porsche Race to Singapore (22 de outubro de 2018) | Corrida final de simples - Porsche Race to Singapore (22 de outubro de 2018) |
| Pos.                                                                         | Jogadora                                                                     | Pontos                                                                       | Torneios                                                                     |
| ---------------------------------------------------------------------------- | ---------------------------------------------------------------------------- | ---------------------------------------------------------------------------- | ---------------------------------------------------------------------------- |
| 1ª                                                                           | Simona Halep                                                                 | 6.921                                                                        | 17                                                                           |
| 2ª                                                                           | Angelique Kerber                                                             | 5.375                                                                        | 19                                                                           |
| 3ª                                                                           | Caroline Wozniacki                                                           | 5.086                                                                        | 19                                                                           |
| 4ª                                                                           | Naomi Osaka                                                                  | 4.740                                                                        | 20                                                                           |
| 5ª                                                                           | Petra Kvitová                                                                | 4.255                                                                        | 21                                                                           |
| 6ª                                                                           | Sloane Stephens                                                              | 3.943                                                                        | 20                                                                           |
| 7ª                                                                           | Elina Svitolina                                                              | 3.850                                                                        | 19                                                                           |
| 8ª                                                                           | Karolína Plíšková                                                            | 3.840                                                                        | 23                                                                           |
| 9ª                                                                           | Kiki Bertens                                                                 | 3.710                                                                        | 25                                                                           |
| 10ª                                                                          | Daria Kasatkina                                                              | 3.315                                                                        | 24                                                                           |
| 11ª                                                                          | Anastasija Sevastova                                                         | 3.185                                                                        | 23                                                                           |
| 12ª                                                                          | Aryna Sabalenka                                                              | 3.145                                                                        | 27                                                                           |
| 13ª                                                                          | Elise Mertens                                                                | 3.065                                                                        | 23                                                                           |
| 14ª                                                                          | Julia Görges                                                                 | 2.995                                                                        | 24                                                                           |
| 15ª                                                                          | Serena Williams                                                              | 2.976                                                                        | 10                                                                           |
| 16ª                                                                          | Madison Keys                                                                 | 2.817                                                                        | 17                                                                           |
| 17ª                                                                          | Garbiñe Muguruza                                                             | 2.725                                                                        | 23                                                                           |
| 18ª                                                                          | Caroline Garcia                                                              | 2.600                                                                        | 23                                                                           |
| 19ª                                                                          | Ashleigh Barty                                                               | 2.420                                                                        | 21                                                                           |
| 20ª                                                                          | Anett Kontaveit                                                              | 2.375                                                                        | 23                                                                           |

| Ranking final de simples (12 de novembro de 2018) | Ranking final de simples (12 de novembro de 2018) | Ranking final de simples (12 de novembro de 2018) | Ranking final de simples (12 de novembro de 2018) | Ranking final de simples (12 de novembro de 2018) | Ranking final de simples (12 de novembro de 2018) | Ranking final de simples (12 de novembro de 2018) | Ranking final de simples (12 de novembro de 2018) | Ranking final de simples (12 de novembro de 2018) |
| Pos.                                              | Jogadora                                          | Idade                                             | Pontos                                            | Torneios                                          | Pos. '17                                          | Maior                                             | Menor                                             | Variação                                          |
| ------------------------------------------------- | ------------------------------------------------- | ------------------------------------------------- | ------------------------------------------------- | ------------------------------------------------- | ------------------------------------------------- | ------------------------------------------------- | ------------------------------------------------- | ------------------------------------------------- |
| 1ª                                                | Simona Halep                                      | 27                                                | 6.921                                             | 17                                                | 1                                                 | 1                                                 | 2                                                 | Estável                                           |
| 2ª                                                | Angelique Kerber                                  | 30                                                | 5.875                                             | 19                                                | 21                                                | 2                                                 | 22                                                | 19                                                |
| 3ª                                                | Caroline Wozniacki                                | 28                                                | 5.586                                             | 19                                                | 3                                                 | 1                                                 | 3                                                 | Estável                                           |
| 4ª                                                | Elina Svitolina                                   | 24                                                | 5.350                                             | 19                                                | 6                                                 | 3                                                 | 7                                                 | 2                                                 |
| 5ª                                                | Naomi Osaka                                       | 21                                                | 5.115                                             | 20                                                | 67                                                | 4                                                 | 72                                                | 62                                                |
| 6ª                                                | Sloane Stephens                                   | 25                                                | 5.023                                             | 20                                                | 13                                                | 3                                                 | 13                                                | 7                                                 |
| 7ª                                                | Petra Kvitová                                     | 28                                                | 4.630                                             | 21                                                | 29                                                | 4                                                 | 29                                                | 22                                                |
| 8ª                                                | Karolína Plíšková                                 | 26                                                | 4.465                                             | 23                                                | 4                                                 | 5                                                 | 9                                                 | 4                                                 |
| 9ª                                                | Kiki Bertens                                      | 26                                                | 4.335                                             | 25                                                | 31                                                | 9                                                 | 32                                                | 22                                                |
| 10ª                                               | Daria Kasatkina                                   | 21                                                | 3.415                                             | 25                                                | 24                                                | 10                                                | 25                                                | 14                                                |
| 11ª                                               | Aryna Sabalenka                                   | 20                                                | 3.245                                             | 27                                                | 79                                                | 11                                                | 96                                                | 68                                                |
| 12ª                                               | Anastasija Sevastova                              | 28                                                | 3.240                                             | 23                                                | 16                                                | 11                                                | 21                                                | 14                                                |
| 13ª                                               | Elise Mertens                                     | 22                                                | 3.165                                             | 23                                                | 35                                                | 13                                                | 37                                                | 22                                                |
| 14ª                                               | Julia Görges                                      | 30                                                | 3.055                                             | 24                                                | 14                                                | 9                                                 | 14                                                | Estável                                           |
| 15ª                                               | Ashleigh Barty                                    | 22                                                | 2.985                                             | 21                                                | 17                                                | 15                                                | 21                                                | 2                                                 |
| 16ª                                               | Serena Williams                                   | 37                                                | 2.976                                             | 10                                                | 22                                                | 15                                                | SR                                                | 6                                                 |
| 17ª                                               | Madison Keys                                      | 23                                                | 2.976                                             | 17                                                | 19                                                | 10                                                | 20                                                | 2                                                 |
| 18ª                                               | Garbiñe Muguruza                                  | 25                                                | 2.910                                             | 23                                                | 2                                                 | 2                                                 | 18                                                | 16                                                |
| 19ª                                               | Caroline Garcia                                   | 25                                                | 2.660                                             | 23                                                | 8                                                 | 4                                                 | 19                                                | 11                                                |
| 20ª                                               | Wang Qiang                                        | 26                                                | 2.485                                             | 23                                                | 45                                                | 20                                                | 85                                                | 25                                                |

#### Número 1 do mundo
| Jogadora           | Ganhou o posto | Perdeu o posto |
| ------------------ | -------------- | -------------- |
| Simona Halep       | antes de 2018  | 28/01/2018     |
| Caroline Wozniacki | 29/01/2018     | 25/02/2018     |
| Simona Halep       | 26/02/2018     | depois de 2018 |

### Duplas
| Corrida final de duplas - Porsche Race to Singapore (22 de outubro de 2018) | Corrida final de duplas - Porsche Race to Singapore (22 de outubro de 2018) | Corrida final de duplas - Porsche Race to Singapore (22 de outubro de 2018) | Corrida final de duplas - Porsche Race to Singapore (22 de outubro de 2018) |
| Pos.                                                                        | Dupla                                                                       | Pontos                                                                      | Torneios                                                                    |
| --------------------------------------------------------------------------- | --------------------------------------------------------------------------- | --------------------------------------------------------------------------- | --------------------------------------------------------------------------- |
| 1ª                                                                          | Barbora Krejčíková Kateřina Siniaková                                       | 6.815                                                                       | 14                                                                          |
| 2ª                                                                          | Tímea Babos Kristina Mladenovic                                             | 6.455                                                                       | 14                                                                          |
| 3ª                                                                          | Andrea Sestini Hlaváčková Barbora Strýcová                                  | 4.795                                                                       | 14                                                                          |
| 4ª                                                                          | Gabriela Dabrowski Xu Yifan                                                 | 4.180                                                                       | 17                                                                          |
| 5ª                                                                          | Elise Mertens Demi Schuurs                                                  | 4.025                                                                       | 14                                                                          |
| 6ª                                                                          | Nicole Melichar Květa Peschke                                               | 3.705                                                                       | 22                                                                          |
| 7ª                                                                          | Andreja Klepač María José Martínez Sánchez                                  | 3.505                                                                       | 20                                                                          |
| 8ª                                                                          | Ashleigh Barty Coco Vandeweghe                                              | 3.237                                                                       | 7                                                                           |
| 9ª                                                                          | Raquel Atawo Anna-Lena Grönefeld                                            | 2.445                                                                       | 22                                                                          |
| 10ª                                                                         | Alicja Rosolska Abigail Spears                                              | 2.390                                                                       | 27                                                                          |

| Ranking final de duplas (12 de novembro de 2018) | Ranking final de duplas (12 de novembro de 2018) | Ranking final de duplas (12 de novembro de 2018) | Ranking final de duplas (12 de novembro de 2018) | Ranking final de duplas (12 de novembro de 2018) | Ranking final de duplas (12 de novembro de 2018) | Ranking final de duplas (12 de novembro de 2018) |
| Pos.                                             | Jogadora                                         | Idade                                            | Pontos                                           | Torneios                                         | Pos. '17                                         | Variação                                         |
| ------------------------------------------------ | ------------------------------------------------ | ------------------------------------------------ | ------------------------------------------------ | ------------------------------------------------ | ------------------------------------------------ | ------------------------------------------------ |
| 1ª                                               | Kateřina Siniaková                               | 22                                               | 7.775                                            | 17                                               | 13                                               | 12                                               |
| 1ª                                               | Barbora Krejčíková                               | 22                                               | 7.775                                            | 19                                               | 54                                               | 53                                               |
| 3ª                                               | Kristina Mladenovic                              | 25                                               | 7.765                                            | 16                                               | 26                                               | 23                                               |
| 3ª                                               | Tímea Babos                                      | 25                                               | 7.765                                            | 17                                               | 7                                                | 4                                                |
| 5ª                                               | Barbora Strýcová                                 | 32                                               | 6.535                                            | 21                                               | 15                                               | 10                                               |
| 6ª                                               | Ekaterina Makarova                               | 30                                               | 6.205                                            | 14                                               | 3                                                | 3                                                |
| 7ª                                               | Ashleigh Barty                                   | 22                                               | 6.101                                            | 12                                               | 11                                               | 4                                                |
| 8ª                                               | Demi Schuurs                                     | 25                                               | 5.925                                            | 23                                               | 45                                               | 37                                               |
| 9ª                                               | Andrea Sestini Hlaváčková                        | 32                                               | 5.840                                            | 24                                               | 5                                                | 4                                                |
| 10ª                                              | Gabriela Dabrowski                               | 26                                               | 5.085                                            | 21                                               | 18                                               | 8                                                |
| 11ª                                              | Elise Mertens                                    | 22                                               | 4.455                                            | 16                                               | 42                                               | 31                                               |
| 12ª                                              | Xu Yifan                                         | 30                                               | 4.370                                            | 18                                               | 16                                               | 4                                                |
| 13ª                                              | Květa Peschke                                    | 43                                               | 4.245                                            | 24                                               | 21                                               | 8                                                |
| 14ª                                              | Coco Vandeweghe                                  | 26                                               | 4.097                                            | 10                                               | 63                                               | 49                                               |
| 15ª                                              | Nicole Melichar                                  | 25                                               | 3.960                                            | 25                                               | 39                                               | 24                                               |
| 16ª                                              | Elena Vesnina                                    | 32                                               | 3.725                                            | 7                                                | 3                                                | 13                                               |
| 17ª                                              | Hsieh Su-wei                                     | 32                                               | 3.705                                            | 20                                               | 32                                               | 15                                               |
| 18ª                                              | Andreja Klepač                                   | 32                                               | 3.690                                            | 21                                               | 24                                               | 6                                                |
| 18ª                                              | María José Martínez Sánchez                      | 36                                               | 3.690                                            | 21                                               | 24                                               | 6                                                |
| 20ª                                              | Makoto Ninomiya                                  | 24                                               | 2.930                                            | 24                                               | 46                                               | 26                                               |

#### Número 1 do mundo
| Jogadora                              | Ganhou o posto | Perdeu o posto |
| ------------------------------------- | -------------- | -------------- |
| Latisha Chan Martina Hingis           | antes de 2018  | 11/02/2018     |
| Latisha Chan                          | 12/02/2018     | 18/02/2018     |
| Latisha Chan Martina Hingis           | 19/02/2018     | 04/03/2018     |
| Latisha Chan                          | 05/03/2018     | 10/06/2018     |
| Ekaterina Makarova Elena Vesnina      | 11/06/2018     | 15/07/2018     |
| Tímea Babos                           | 16/07/2018     | 12/08/2018     |
| Latisha Chan                          | 13/08/2018     | 19/08/2018     |
| Tímea Babos                           | 20/08/2018     | 21/10/2018     |
| Barbora Krejčíková Kateřina Siniaková | 22/10/2018     | depois de 2018 |

## Distribuição de pontos
A distribuição de pontos para a temporada de 2018 foi definida:
| Categoria                           | T      | F      | SF  | QF                                                  | R16                                                 | R32                                                 | R64                                                 | R128                                                | Q                                                   | Q3                                                  | Q2                                                  | Q1                                                  |
| ----------------------------------- | ------ | ------ | --- | --------------------------------------------------- | --------------------------------------------------- | --------------------------------------------------- | --------------------------------------------------- | --------------------------------------------------- | --------------------------------------------------- | --------------------------------------------------- | --------------------------------------------------- | --------------------------------------------------- |
| Grand Slam (S)                      | 2000   | 1300   | 780 | 430                                                 | 240                                                 | 130                                                 | 70                                                  | 10                                                  | 40                                                  | 30                                                  | 20                                                  | 2                                                   |
| Grand Slam (D)                      | 2000   | 1300   | 780 | 430                                                 | 240                                                 | 130                                                 | 10                                                  | –                                                   | 40†                                                 | –                                                   | –                                                   | –                                                   |
| WTA Finals (S)                      | 750+FG | 330+FG | FG  | Fase de grupos (FG): 125 por vitória + 125 por jogo | Fase de grupos (FG): 125 por vitória + 125 por jogo | Fase de grupos (FG): 125 por vitória + 125 por jogo | Fase de grupos (FG): 125 por vitória + 125 por jogo | Fase de grupos (FG): 125 por vitória + 125 por jogo | Fase de grupos (FG): 125 por vitória + 125 por jogo | Fase de grupos (FG): 125 por vitória + 125 por jogo | Fase de grupos (FG): 125 por vitória + 125 por jogo | Fase de grupos (FG): 125 por vitória + 125 por jogo |
| WTA Finals (D)                      | 1500   | 1080   | 750 | 375                                                 | –                                                   | –                                                   | –                                                   | –                                                   | –                                                   | –                                                   | –                                                   | –                                                   |
| WTA Elite Trophy (S)                | 460+FG | 200+FG | FG  | Fase de grupos (FG): 80 por vitória + 40 por jogo   | Fase de grupos (FG): 80 por vitória + 40 por jogo   | Fase de grupos (FG): 80 por vitória + 40 por jogo   | Fase de grupos (FG): 80 por vitória + 40 por jogo   | Fase de grupos (FG): 80 por vitória + 40 por jogo   | Fase de grupos (FG): 80 por vitória + 40 por jogo   | Fase de grupos (FG): 80 por vitória + 40 por jogo   | Fase de grupos (FG): 80 por vitória + 40 por jogo   | Fase de grupos (FG): 80 por vitória + 40 por jogo   |
| WTA Premier Mandatory (96S, 48Q)    | 1000   | 650    | 390 | 215                                                 | 120                                                 | 65                                                  | 35                                                  | 10                                                  | 30                                                  | –                                                   | 20                                                  | 2                                                   |
| WTA Premier Mandatory (64/60S, 32Q) | 1000   | 650    | 390 | 215                                                 | 120                                                 | 65                                                  | 10                                                  | –                                                   | 30                                                  | –                                                   | 20                                                  | 2                                                   |
| WTA Premier Mandatory (28/32D)      | 1000   | 650    | 390 | 215                                                 | 120                                                 | 10                                                  | –                                                   | –                                                   | –                                                   | –                                                   | –                                                   | –                                                   |
| WTA Premier 5 (56S, 64Q)            | 900    | 585    | 350 | 190                                                 | 105                                                 | 60                                                  | 1                                                   | –                                                   | 30                                                  | 22                                                  | 15                                                  | 1                                                   |
| WTA Premier 5 (56S, 48/32Q)         | 900    | 585    | 350 | 190                                                 | 105                                                 | 60                                                  | 1                                                   | –                                                   | 30                                                  | –                                                   | 20                                                  | 1                                                   |
| WTA Premier 5 (28D)                 | 900    | 585    | 350 | 190                                                 | 105                                                 | 1                                                   | –                                                   | –                                                   | –                                                   | –                                                   | –                                                   | –                                                   |
| WTA Premier 5 (16D)                 | 900    | 585    | 350 | 190                                                 | 1                                                   | –                                                   | –                                                   | –                                                   | –                                                   | –                                                   | –                                                   | –                                                   |
| WTA Premier (56S)                   | 470    | 305    | 185 | 100                                                 | 55                                                  | 30                                                  | 1                                                   | –                                                   | 25                                                  | –                                                   | 13                                                  | 1                                                   |
| WTA Premier (32S)                   | 470    | 305    | 185 | 100                                                 | 55                                                  | 1                                                   | –                                                   | –                                                   | 25                                                  | 18                                                  | 13                                                  | 1                                                   |
| WTA Premier (16D)                   | 470    | 305    | 185 | 100                                                 | 1                                                   | –                                                   | –                                                   | –                                                   | –                                                   | –                                                   | –                                                   | –                                                   |
| WTA International (32S, 32Q)        | 280    | 180    | 110 | 60                                                  | 30                                                  | 1                                                   | –                                                   | –                                                   | 18                                                  | 14                                                  | 10                                                  | 1                                                   |
| WTA International (32S, 16Q)        | 280    | 180    | 110 | 60                                                  | 30                                                  | 1                                                   | –                                                   | –                                                   | 18                                                  | –                                                   | 12                                                  | 1                                                   |
| WTA International (16D)             | 280    | 180    | 110 | 60                                                  | 1                                                   | –                                                   | –                                                   | –                                                   | –                                                   | –                                                   | –                                                   | –                                                   |

† Aplicável somente ao Torneio de Wimbledon, que possui chave qualificatória de duplas.

## Aposentadorias e retornos
Notáveis tenistas (campeãs de pelo menos um torneio do circuito WTA e/ou top 100 no ranking de simples ou duplas por pelo menos uma semana) que anunciaram o fim de suas carreiras profissionais ou que, já aposentadas, retornaram ao circuito durante a temporada de 2018:

### Aposentadorias
Legenda:
- (V) vencedora; (F) finalista; (SF) semifinalista: (QF) quadrifinalista; (#R) derrotada na #ª fase da chave principal; (Q#) derrotada na #ª fase do qualificatório;

- (AO) Australian Open; (RG) Roland Garros; (WC) Wimbledon; (USO) US Open;

- (S) simples; (D) duplas; (DM) duplas mistas.

| 37ª | S | 18/07/2016 |
| 84ª | D | 18/07/2016 |

| 2 | S |
| 1 | D |

| 4R | AO | 2016 | S |

| 59ª | S | 29/01/2007 |
| 52ª | D | 21/05/2012 |

| 3 | D |

| 3R | AO        | 2005 | D |
| 3R | 2007 2013 | S    |   |
| 3R | RG        | 2005 | D |

| 5ª | D | 18/08/2008 |

| 22 | D |

| F | AO  | 2007 | D |
| F | USO | 2007 | D |

| 26ª | S | 29/09/2014 |
| 3ª  | D | 01/02/2016 |

| 7 | D  |
| 1 | DM |

| V | AO | 2011 | DM |

| 39ª | S | 07/05/2012 |
| 25ª | D | 24/06/2013 |

| 1 | S |
| 8 | D |

| SF | WC | 2011 | D |

| 33ª | S | 24/08/2015 |
| 49ª | D | 28/09/2015 |

| 2 | S |

| 4R | WC | 2013 | S |

| 16ª | S | 04/05/2009 |
| 3ª  | D | 10/11/2008 |

| 11 | S |
| 28 | D |

| V | RG | 2008 2009 | D |

| 2ª  | S | 09/07/2012 |
| 16ª | D | 10/10/2011 |

| 20 | S |
| 2  | D |

| F | WC | 2012 | S |

| 16ª | S | 14/09/2009 |
| 82ª | D | 12/02/2001 |

| 2 | S |
| 1 | D |

| QF | RG  | 2008 | DM |
| QF | USO | 2008 | D  |

| 79ª | S | 19/05/2008 |
| 33ª | D | 23/10/2017 |

| 3 | D |

| QF | RG | 2017 | D |

| 4ª | S | 31/01/2011 |
| 8ª | D | 12/02/2007 |

| 8 | S |
| 7 | D |

| V | RG | 2010 | S |

| 7ª  | S | 14/11/2005 |
| 15ª | D | 06/06/2005 |

| 11 | S |
| 5  | D |

| SF | AO  | 2004 | S |
| SF | RG  | 2005 | D |
| SF | USO | 2004 | D |

| 7ª | S | 09/05/2016 |
| 1ª | D | 15/10/2012 |

| 10 | S |
| 25 | D |

| V | AO  | 2013 2014 | D |
| V | RG  | 2012      | D |
| V | WC  | 2014      | D |
| V | USO | 2012      | D |

| 21ª | S | 22/06/2009 |

| 1 | S |

| QF | RG | 2009 | DM |

### Retornos
Legenda:
- (V) vencedora; (F) finalista; (SF) semifinalista: (QF) quadrifinalista; (#R) derrotada na #ª fase da chave principal; (Q#) derrotada na #ª fase do qualificatório;

- (AO) Australian Open; (RG) Roland Garros; (WC) Wimbledon; (USO) US Open;

- (S) simples; (D) duplas; (DM) duplas mistas.

| 38ª | S | 11/07/2011 |

| 3R | RG | 2011 | S |

| 19ª | S | 13/05/2002 |
| 15ª | D | 13/09/2004 |

| 4 | S |
| 8 | D |

| QF | WC  | 2008 | S |
| QF | USO | 2004 | D |

## Prêmios
Os vencedores do WTA Awards de 2018 foram anunciados em 10 de dezembro.
- Jogadora do ano:  Simona Halep;
- Dupla do ano:  Barbora Krejčíková /  Kateřina Siniaková;
- Jogadora que mais evoluiu:  Kiki Bertens;
- Revelação do ano:  Aryna Sabalenka;
- Retorno do ano:  Serena Williams;
- Treinador do ano:  Sascha Bajin ( Naomi Osaka).

- Player Service Peachy Kellmeyer:  Bethanie Mattek-Sands;
- Esportividade Karen Krantzcke:  Petra Kvitová;
- Jerry Diamond Aces:  Elina Svitolina;
- Georgina Clark Mother:  Evonne Goolagong Cawley.

Torneios do ano:
- WTA Premier Mandatory:  Indian Wells;
- WTA Premier 5:  Roma;
- WTA Premier:  São Petersburgo;
- WTA International:  Hong Kong.

Favoritos do torcedor:
- Jogadora:  Simona Halep;

- Jogada do ano:  Simona Halep na final do WTA de Montreal;
- Jogo do ano:  Simona Halep vs.  Sloane Stephens, pela final do WTA de Montreal;
- Jogo do Grand Slam do ano:  Simona Halep vs.  Angelique Kerber, pelas semifinais do Australian Open.